# Historia de Córcega

La bandera de Córcega, símbolo de su independencia nacional

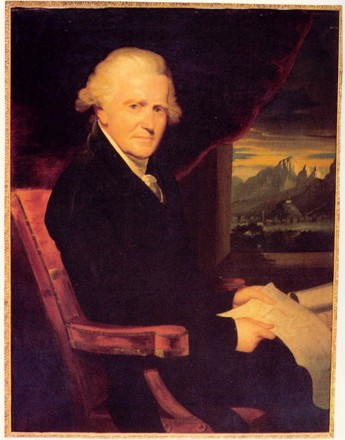
Retrato de Pasquale Paoli (1725-1807), por William Beechey, c. 1810. Este militar y político corso (nacido en Morosaglia) encabezó el levantamiento contra el control genovés y luego francés de la isla, por lo que posteriormente fue convertido en símbolo nacional corso.

La historia de Córcega es rica y muy antigua. Córcega ha sido ocupada prácticamente de forma continua desde el Mesolítico. Los primeros habitantes llegaron de la península itálica, en particular de la Toscana. La historia de la Córcega está atada a Italia hasta 1768, fecha en que la monarquía francesa invadió y anexionó la isla.
Después de la fundación de la ciudad de Aleria por colonos griegos, Córcega se integró en los reinos etruscos en el siglo vi a. C. Luego quedaría bajo dominio de la República romana, para convertirse junto con Cerdeña en una provincia más del imperio. Al igual que esta y Sicilia, la isla de Córcega sufrió las invasiones vándalas, en cuyo reino fueron integradas; si bien desde el año 550 formaron parte, como el resto de Italia, del Imperio Romano de Oriente.
En el siglo viii, el reino lombardo se anexionó Córcega, si bien pronto se convirtió en dominio franco tras su conquista hacia el año 774. En virtud del Tratado de Verdún (843), que dividió el Imperio carolingio entre tres sucesores, la isla fue incluida en la Francia Media, cuyo gobierno correspondió al emperador Lotario I. Con la sucesiva fragmentación de los dominios francos e imperiales (Tratado de Prüm de 855), Córcega formaría parte de diferentes reinados, pero siempre vinculada al Reino de Italia.
En 1091 el papa Urbano II cedió la isla a la República de Pisa, en cuya rivalidad con los genoveses terminarían estos por conquistar la isla en 1284, tras vencer en la batalla naval de Meloria. Sin embargo, surgiría otro conflicto cuando el papa Bonifacio VIII volvió a donar Córcega en 1297, esta vez al rey Jaime II de Aragón. De este modo la isla se vería afectada por la pugna entre ambos poderes en el Mediterráneo, hasta que Génova la recuperó a mediados del siglo xv, bajo control del Oficio de San Jorge, una banca privada genovesa.
Independiente entre 1755 y 1769, finalmente fue tomada a los genoveses por el Reino de Francia, del que formaría parte desde las guerras napoleónicas hasta la actual República Francesa. Ello pese a que en el siglo XX la isla fue al centro de aspiraciones irredentistas italianas, quedando ocupada militarmente por tropas italianas en 1942. Asimismo, existe un movimiento nacionalista corso que defiende su carácter de nación, opuesta a la francesa, y reclama su soberanía y total independencia.

## Condicionamiento físico de la historia de Córcega
En la historia de Córcega, la geografía y la orografía han ejercido mayor influencia que cualquier otro factor. La gran isla mediterránea es una auténtica «montaña en medio del mar», dado que está atravesada, desde el noroeste hasta el sudeste, por un imponente sistema de cadenas montañosas cuyas cimas superan a menudo los 2500 metros. La cúspide de esas montañas son los 2706 metros del monte Cinto, cuya cumbre, a menudo nevada incluso en verano, se encuentra solo a 28 km del mar a poniente, ilustrando así el desarrollo vertical más que horizontal de este territorio.
Este sistema montañoso siempre ha dividido Córcega en dos partes: la del Nordeste (hoy Haute-Corse), llamada históricamente Cismonte ('acá de las montañas' o 'parte interior', con referencia a Italia), y la del Sudoeste (hoy Corse-du-Sud), llamada Pumonte ('allende las montañas' o 'parte de fuera'). Los pasos que cruzan las montañas (muchos de los cuales se encuentran a más de 1000 metros de altura) quedaban bloqueados durante semanas enteras por las nevadas, por lo que constituían junto a las montañas más una barrera que un verdadero vínculo entre las dos subregiones. Los valles escarpados, a menudo sin comunicación entre sí incluso en el ámbito de la misma parte, trazan una especie de tela de araña con compartimentos estancos en el interior de Córcega.
Por un lado, estas características del terreno han hecho de las invasiones largas y difíciles, con una penetración lenta que, además, habituó a los habitantes a practicar la guerra de guerrillas. Por otro, han contribuido de modo decisivo a mantener relativamente baja la densidad de población y a un patrón de asentamiento disperso y aislado.[cita requerida]
La vertiente que mira hacia Italia ha tenido siempre una mayor influencia de los habitantes de la península, tanto en el terreno político-social como en el lingüístico, mientras la parte suroccidental ha mantenido una mayor originalidad (aunque también ha gozado de un menor progreso político, por lo menos hasta la invasión francesa).[cita requerida] El hecho de que la población se estableciera en los valles montañosos (todas las grandes ciudades al borde del mar fueron fundadas o desarrolladas por los invasores) generó y difundió por todas partes una tendencia al particularismo, que se empujaba a veces hasta que desembocaba en una especie de anarquismo que tuvo consecuencias dramáticas, la más dramática de todas la difusión y consolidación, durante siglos, de la plaga de la venganza (vendetta) como sistema sumarísimo de justicia, y del fenómeno muy difundido del bandolerismo.[cita requerida]

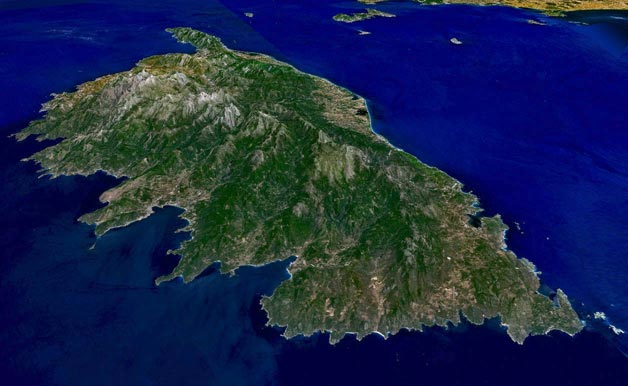
Vista desde el satélite de Córcega que muestra su relieve montañoso. Al fondo, el archipiélago Toscano y el Argentario.

La gran división orográfica longitudinal y las transversales (menores pero a veces no menos importantes), más marcadas en la zona suroccidental, han acabado por crear en la isla fronteras ideológicas, sociales, lingüísticas y políticas. Estas fronteras, filtradas por la historia, se han traducido en las subdivisiones administrativas que, con muy pocas variaciones, han permanecido inamovibles hasta nuestros días.
La insularidad de Córcega y sus notables dimensiones (casi 8800 km²), a pesar de que no le sirven para poder asegurar un desarrollo realmente autónomo, han constituido la premisa necesaria para conferir a su turbulenta historia una originalidad notable (y a hacer de los corsos más fieros montañeses que marineros) a la vez que han garantizado el nacimiento y crecimiento, hasta nuestros días, de un fuerte sentimiento nacional y de un tenaz deseo de independencia.[cita requerida]
Situada en una posición estratégica en el Mediterráneo occidental, Córcega suscitó el interés de diversos pueblos que, uno tras otro, se encontraban frente a ella en ese mar, ya fuese como comerciantes o como conquistadores. Fenicios, griegos, romanos, vándalos, bizantinos, pisanos, aragoneses, genoveses y, por último, franceses (que con el Tratado de Versalles de 1768 de hecho obligaron a la República de Génova a ceder la isla e inmediatamente después la invadieron) se adueñaron de la isla en el transcurso de más de dos milenios.

## Los primeros habitantes
Como consecuencia de las glaciaciones, el nivel medio del Mediterráneo descendió; de ese modo se crearon diversos puentes naturales que permitieron el paso de la fauna (y quizás del hombre) desde la parte continental italiana al archipiélago sardo-corso, pasando por las islas del archipiélago Toscano y atravesando como mucho una estrecha franja marítima.
Hace unos 12 000 o 14 000 años, el clima empezó la evolución que lo llevó hacia su forma actual, y Córcega tomó su actual aspecto insular. Destacan alrededor del 9000 a. C. (Romanelliano) los primeros yacimientos paleolíticos de piedra tallada y los esbozos escultóricos que se han hallado hasta hoy en Córcega, en la región de Porto-Vecchio. Un esqueleto femenino denominado la dama de Bonifacio, datado del VII milenio a. C., se encontró cerca de la ciudad del mismo nombre.

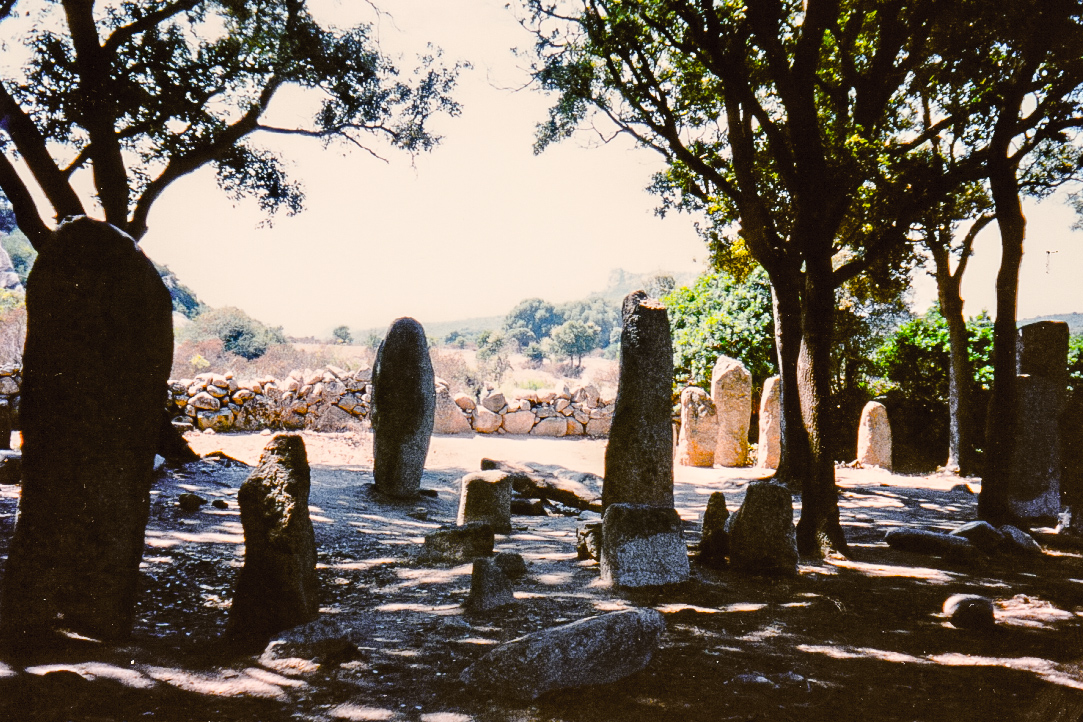
Menhires alineados en el recinto megalítico de Palaghju, cerca de Sartè, al suroeste de Córcega

El Neolítico, representado en Córcega también con restos de obsidiana importados, termina alrededor del 1800 a. C. En este periodo se desarrolla una civilización megalítica de relieve que deja en la isla dólmenes (cerca de Cauria y Pagliagio), menhires y la mayor concentración de las características estatuas menhir del Mediterráneo, concentradas sobre todo en el Sur, en el yacimiento arqueológico de Filitosa, pero que también se pueden hallar en el Norte, cerca de San Fiorenzo. El yacimiento de Filitosa se halla en las cercanías de Sollacaro, en el lugar en que desemboca al mar el valle del Taravo.
También en el sur se desarrolla, con el advenimiento de la Edad del Bronce, la civilización Torreana, relacionada con la nurágica de la vecina Cerdeña. De esta cultura quedan hoy numerosas torres con estructura similar a la de los nuragas sardos, aunque menos imponentes. Por la naturaleza de los hallazgos, su época y su localización, se tiende a suponer que dicha civilización podría ser una extensión de la que se estaba desarrollando en Cerdeña. Mejor organizados y armados, los torreanos (que algunos[¿quién?] identifican con el antiguo «pueblo del mar» de los shardana) colocaron mejor sus megalitos y los distribuyeron hacia el centro y el norte de la isla. El mismo recinto de Filitosa presenta las trazas de la destrucción violenta al anterior asentamiento y la superposición del torreano.[cita requerida]
Hacia la Edad del Hierro parece producirse una progresiva fusión entre los herederos de ambas civilizaciones: toma así forma el pueblo que los Griegos llamarán kóruioi (Κὁρυιοι). Es significativo el hallazgo de algunas inscripciones Fenicias que datan del siglo IX a. C. y que citan al pueblo del mar denominado KRSYM, establecido en Kition (Chipre). En la grafía sin vocales que usaban los fenicios y otros pueblos semitas, KRSYM podría representar  KoRSos (ya que -im es el fonema marcador de las formas plurales). Los KRSYM fueron bastante importantes, hasta el punto de que los fenicios necesitaron instituir una figura llamada MLS HKRSYM, es decir, el intérprete de los Korsos.[cita requerida]

## La época clásica

Corcega en la época etrusca

En este periodo cada nuevo invasor expulsa al anterior. Ocupan la isla en rápida sucesión Iberos, Ligures, Fenicios y Griegos, mientras los indígenas se refugian en las montañas.
Iniciada en la isla alrededor del siglo VIII a. C., la Edad del Hierro termina con la entrada de Córcega en la Historia cuando colonos griegos de Focea fundan la colonia de Alalia 565 a. C., cerca del lugar en el que hoy está la ciudad de Aleria. Los griegos llaman a la isla Cyrnos o Kallisté.
Pero tampoco los griegos resisten mucho tiempo: en 535 a. C. son expulsados por una coalición entre etruscos y cartagineses.
Pero los griegos de Siracusa siguen visitando regularmente la isla y en el siglo V a. C., fundan Portus Syracusanus (Porto Vecchio) que también caerá en manos de los cartagineses en el siglo IV a. C.).

## Siete siglos de Córcega romana

Corcega en la época del Italia Romana

Lucio Cornelio Escipión ocupa Córcega en 259 a. C., durante la primera guerra púnica, empezando de ese modo una dominación ininterrumpida que durará unos siete siglos. Los romanos llamaban Corsica a la isla.
Después de una serie de diversos acontecimientos, los Romanos tratan de ocupar Cerdeña partiendo de Córcega y luego se vuelven a enfrentar con los corsos. La expulsión definitiva de las últimas fuerzas púnicas termina en 227 a. C. En un principio los romanos se limitan a controlar la isla sin iniciar propiamente una verdadera colonización.
Mario funda la ciudad de Mariana (Colonia Mariana a Caio Mario deducta, situada cerca de la actual comuna de Lucciana) hacia la desembocadura del Golo en el 105 a. C. A partir de ese momento empieza propiamente la auténtica colonización y en la isla florecen las villas rústicas y suburbanas, pueblos y asentamientos de todo tipo, incluyendo las termas de Orezza y Guagno.
En 81 a. C. los legionarios de Sila encuentran en Córcega un lugar para obtener las asignaciones de tierras, ahora cerca de Aleria, seguidos por los veteranos de Julio César.
La dominación romana se desarrolla sin incidentes de relieve y, de modo análogo a los que sucede en otrasprovincias (Córcega está asociada administrativamente a Cerdeña con la reforma de Octavio Augusto de 4 a. C.), los Romanos se ganan el respeto y la colaboración de los dirigentes indígenas (empezando por los Venacinos, tribu local del Capo corso), reconociéndoles funciones de gobierno local y aportando riqueza con el aprovechamiento de las tierras en las colinas y a lo largo de las costas.
Cerca de Aleria y Mariana se instalan bases secundarias de la flota imperial de Miseno. Los marineros corsos enrolados cerca de los puertos de la isla formarán parte de los primeros que obtengan la ciudadanía romana (en tiempos de Vespasiano en 75).
En 44 a. C. Diodoro Sículo visita Córcega y se da cuenta de que los corsos observan entre sí reglas de justicia y de humanidad más evolucionadas que las de otros pueblos bárbaros, evalúa su número en unos 30.000 y explica que se dedican al pastoreo y que marcan los rebaños dejados sueltos en los pastos. La tradición de la propiedad común de las tierras comunales no se erradicará totalmente hasta la segunda mitad del Siglo XIX.
Séneca pasa diez años exiliado en Córcega a partir del 41. A pesar de las continuas relaciones con Italia y quizás por su naturaleza agreste, la isla se convierte en lugar habitual de exilio y refugio de cristianos, que probablemente difunden la nueva fe.
En época Antonina se perfeccionan las vías de comunicación interna (via Aleria-Aiacium y, en la costa Este, Aleria-Mantinum —luego Bastia— en el Norte y Aleria-Marianum —luego Bonifacio— en el Sur): la isla está casi totalmente latinizada, salvo algunos enclaves en la montaña.
Parece aceptado que la isla fue colonizada por los romanos sobre todo mediante la distribución de tierras a veteranos originarios del sur de Italia (o a soldados originarios de los mismos estratos sociales y étnicos a los que se les asignaron tierras sobre todo en Sicilia), lo que podría explicar algunas afinidades lingüísticas que todavía hoy se pueden encontrar entre el corso meridional y los dialectos siculo-calabreses. Según otras hipótesis, más recientes, las influencias lingüísticas podrían deberse a las posteriores migraciones, consecuencia de la llegada de prófugos de África entre los siglos VII y VIII. La misma oleada migratoria afectó también a Sicilia y a Calabria.
En 150 el geógrafo Claudio Ptolomeo en su obra cartográfica presenta una descripción más bien detallada de la Córcega prerromana, hablando de los 8 principales ríos, entre los que estaban el Govola-Golo y el Rhotamus-Tavignano, 32 centros habitados y puertos, entre ellos Centurinon (Centuri), Canelate (Punta de Canela), Clunion (Meria), Marianon (Estrecho de Bonifacio), Portus Syracusanus (Porto-Vecchio), Alista (Santa Lucia di Porto Vecchio), Philonios (Favone), Mariana, Aleria, y 12 tribus autóctonas (en griego, latín y su localización):
- Kerouinoi (Cervinos, Balaña);
- Tarabenoi (Tarabenos, Cinarca);
- Titianoi (Titianos, Valinco);
- Belatonoi (Belatones, Sartinese);

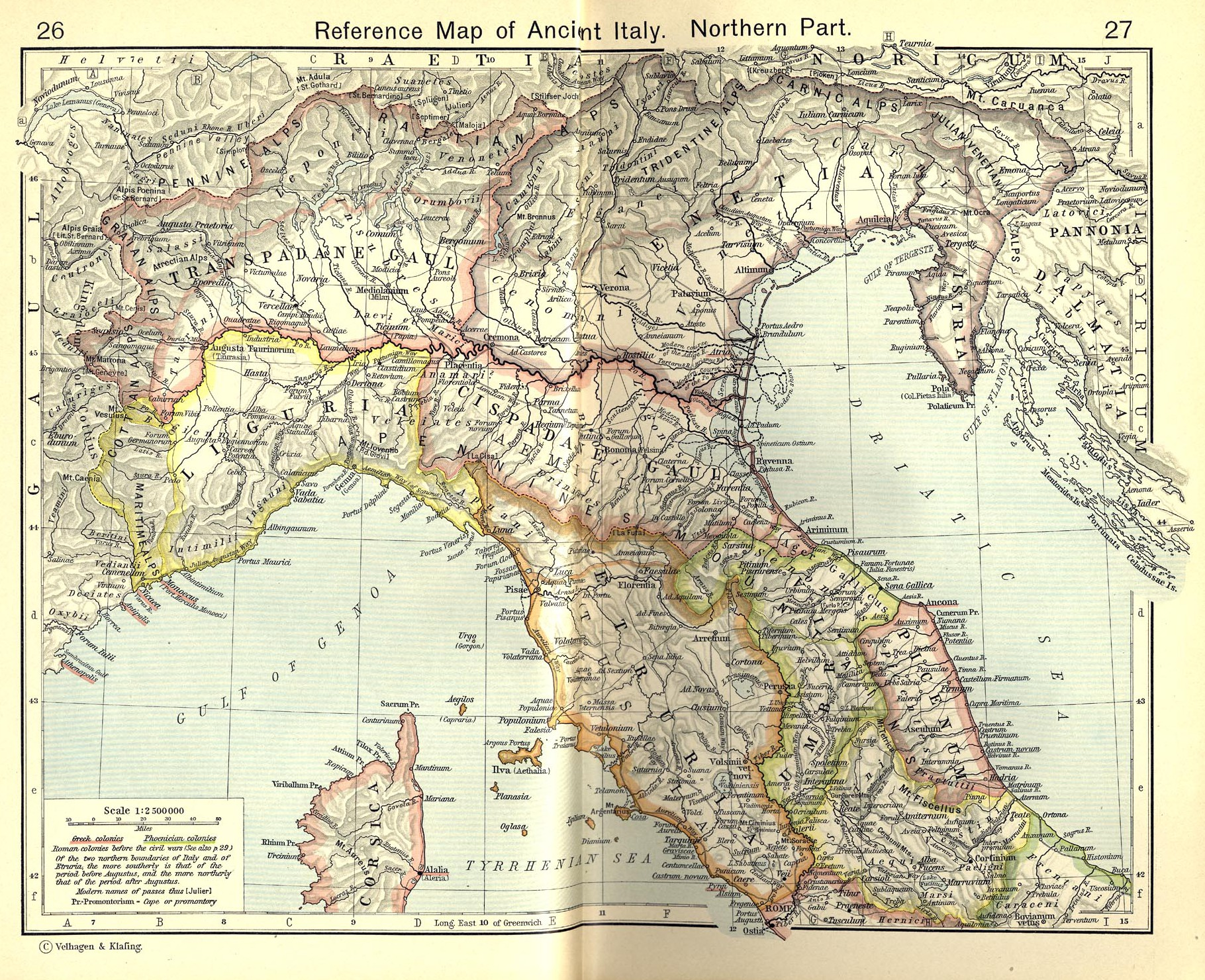
Corcega en la época del Italia Romana

- Ouanakinoi (Venacinos, Capo Corso);
- Kilebensioi (Cilebenses, Nebbio);
- Likninoi (Licininos, Niolo);
- Opinoi (Opinos, Castagniccia, Bozio);
- Simbroi (Sumbros, Venaco);
- Koumanesoi (Cumaneses, Fiumorbo);
- Soubasanoi (Subasanes, Carbini y Livia);
- Makrinoi (Macrinos, Casinca).

Santa Devota (mártir, alrededor de 202 en las persecuciones de Septimio Severo, o de 304, persecución de Diocleciano) es, junto a Santa Julia, una de las primeras santas corsas de las que se tiene noticia.
Según reza la leyenda, el barco que transportaba el féretro hacia África fue lanzado por una tempestad sobre el litoral monegasco. Por eso pasó a ser la patrona del Principado de Mónaco y de la familia Grimaldi.
Santa Julia (mártir durante las persecuciones de Decio de 250, o las de Diocleciano), es patrona de Córcega y de Brescia, ciudad en la que reposan sus reliquias tras haber sido llevada allí por Ansa, esposa del rey longobardo Desiderio en 762.
Santa Julia también es patrona de Livorno, lugar en el que los restos de la santa se habrían detenido en su viaje desde Córcega.

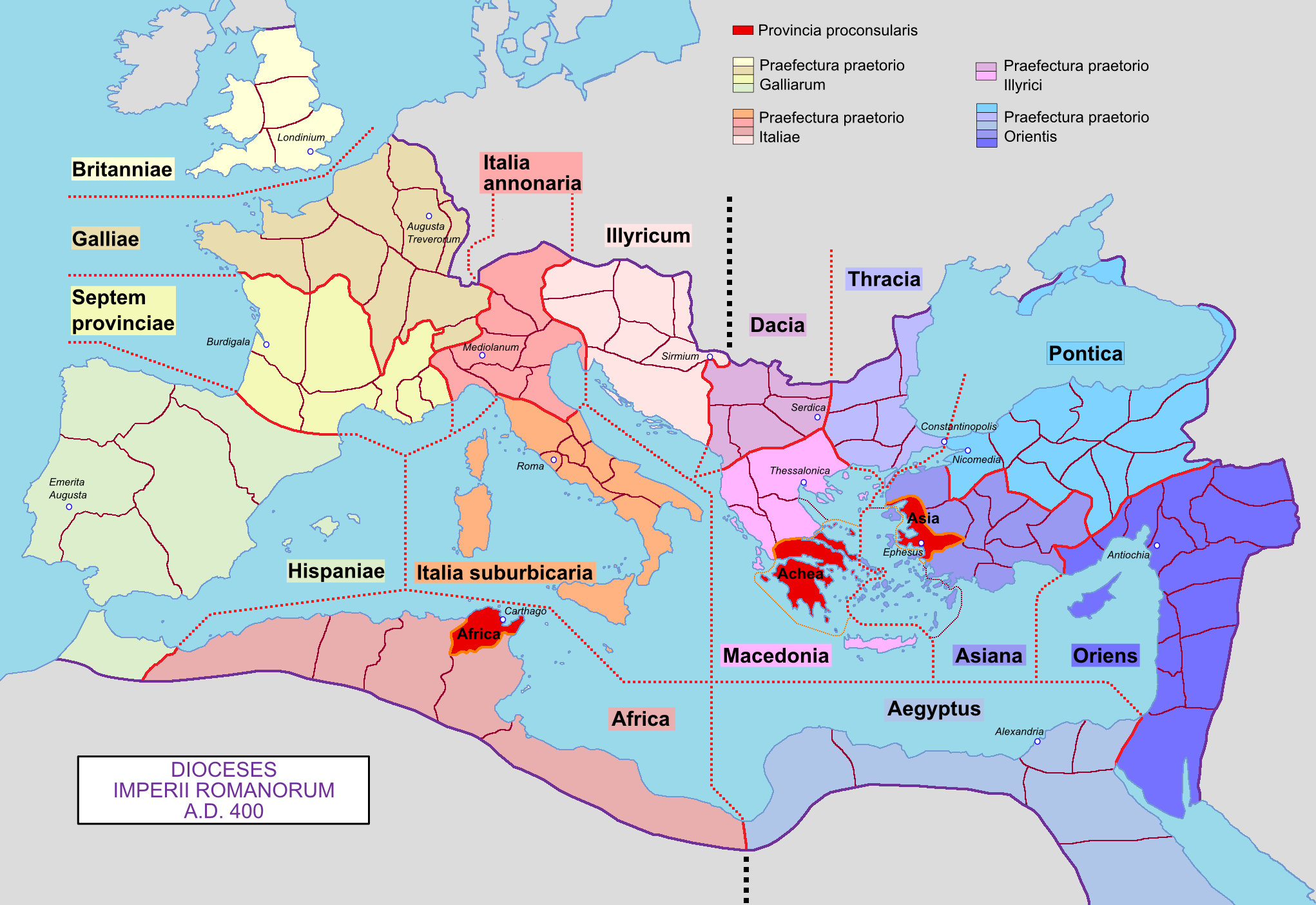
Córcega en Italia suburbicaria en 400

A estas mártires hay que unir muchos más, entre los que quizás se encuentre el primer obispo de Córcega, San Parteo.
Tras el Edicto de Milán de Constantino I el Grande y la instauración de la libertad religiosa, Córcega, ya muy romanizada y cristianizada, se ve asociada a la diócesis de Roma.
El primer obispo corso del que se tiene información segura fue Catonus Corsicanus, que participó en el Concilio de Arlés convocado por Constantino I.
Como en otros lugares de occidente la organización romana en Córcega cae con la invasión de los vándalos que en el Siglo V, procedentes de África, invaden incluso la propia ciudad de Roma. Aleria es saqueada y, abandonada, acaba en ruinas. Mariana será en cambio durante mucho tiempo sede episcopal también en la Edad Media.

## La Alta Edad Media

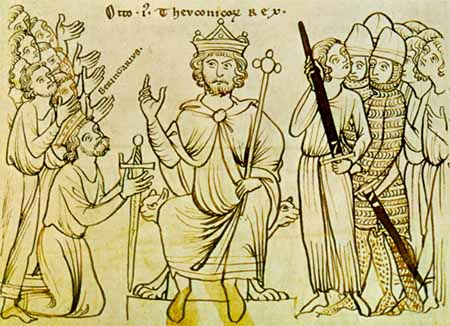
Berengario se somete a Otón el Grande.

Durante las convulsiones que acompañaron el final del Imperio romano de Occidente, Córcega fue terreno de disputa entre las tribus de vándalos y godos aliados a los últimos emperadores, hasta que Genserico asumió el control total en 469. Durante los 65 años de su dominación los vándalos aprovechan el patrimonio forestal de la isla como astillero, gracias a la cual consiguen una flota que aterroriza todo el Mediterráneo occidental.
El poder vándalo en África acaba con Belisario, a la vez que su general Cirilo conquista Córcega en 534, que de ese modo acaba unida al Exarcado de África y, como tal, unida al Imperio romano de Oriente. Según Procopio, historiador del emperador de oriente Justiniano I, en Córcega quedan menos de 30 000 habitantes.

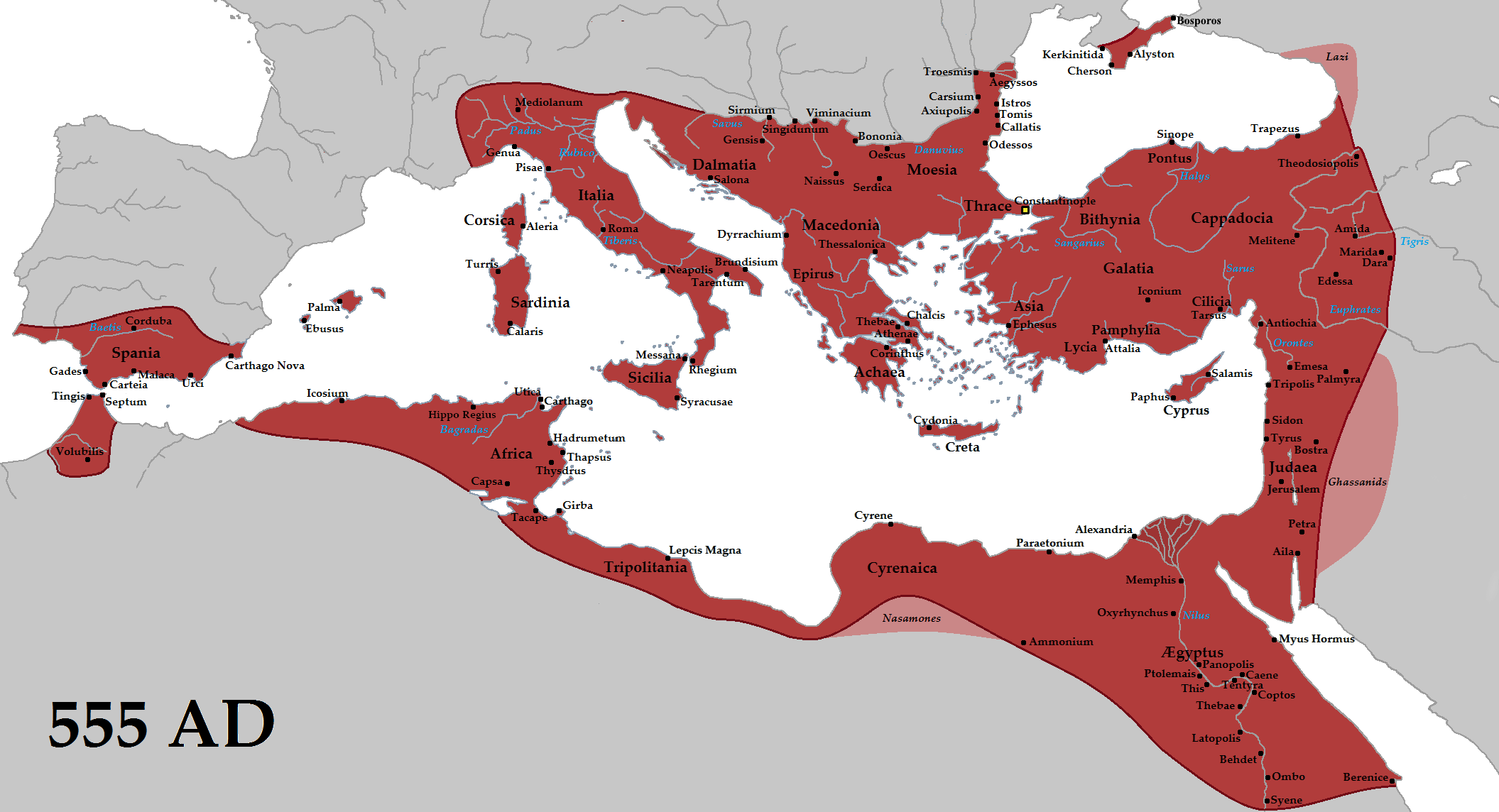
Corcega a la época del Imperio romano de Oriente en 550

En los periodos siguientes, godos y longobardos unos tras otros toman al asalto y saquean la isla, dejada indefensa por los bizantinos, que —a despecho de las oraciones del papa San Gregorio Magno y después de haberla empobrecido a su vez por una excesiva carga fiscal— no la protegen adecuadamente. Por otra parte, los propios bizantinos se encuentran implicados en África por la invasión árabe; en 713, éstos llevan a cabo sus primeras incursiones contra Córcega desde sus nuevas bases norteafricanas.

Córcega en la época lombarda

En esta época hay que destacar el inicio de un notable proceso de despoblamiento de la isla y la formación, cerca de Roma, de una colonia corsa en Porto (Ostia), en la que al parecer más adelante nació el Papa Formoso (891-896).
Córcega permanece nominalmente unida al Imperio Romano de Oriente hasta que, en 774, Carlomagno derrota a los longobardos en Italia y conquista la isla, que de ese modo pasa a pertenecer a la jurisdicción de los francos. Pero ya en 806 las incursiones de los moros —esta vez viniendo de la península ibérica— se recrudecen; a pesar de haber sido derrotados varias veces por los lugartenientes del emperador Carlomagno, los moros consiguen retomar brevemente el control de la isla en 810. Por último, expulsados de la isla por una expedición liderada por el hijo del emperador, los moros siguen sin darse por vencidos y seguirán hostigando Córcega con sus incursiones.
Tratando de acabar con ese estado de cosas, en 828 se encomienda la defensa de la isla a Bonifacio II, conde de la Marca de Toscana, que dirigirá una expedición punitiva victoriosa directamente contra los puertos norteafricanos desde los que parten las incursiones árabes contra las costas del Tirreno. A su regreso, Bonifacio construye una fortaleza cerca de la punta Sur de Córcega, fundando de ese modo el núcleo fortificado de la ciudad de Bonifacio, frente al Estrecho de Bonifacio que separa Córcega de Cerdeña, y dejando así su nombre en los topónimos correspondientes.
La guerra contra los sarracenos, que desde hace algún tiempo habían reanudado sus ataques, continuó con el hijo de Bonifacio, Adalberto, que heredó el cargo en 846. Sin embargo, los sarracenos siguieron dominando algunas bases en la isla hasta 930.
Córcega, que durante ese tiempo se encontraba unida al reino de Berengario II, rey de Italia, pasa a ser refugio de su hijo Adalberto en 962, después de que Berengario fuera destronado por Otón I el Grande. Adalberto consiguió mantener el control de Córcega y pasó el control a su hijo del mismo nombre Adalberto, que fue después derrotado por las fuerzas de Otón II.
Esto determinó, pues, el paso de la isla a la Marca de Toscana, y el último Adalberto solo fue responsable de la isla de Córcega.

## Tierra de Comunas y Tierra de los Señores
En esta época es necesario destacar la implantación de la anarquía feudal que vio cómo estallaban luchas entre pequeños señores locales ansiosos por extender sus pequeños dominios.
Entre estos destacan los condes de Cinarca, que se consideran descendientes directos de Adalberto y tratan de extender su dominio a toda la isla.
Esa pretensión se encuentra con notables obstáculos y origina desencuentros que se prolongarán a lo largo de siglos: para contrarrestar las tenaces ambiciones de los feudatarios, aún en el siglo XIV Sambucuccio de Alando se sitúa a la cabeza de una especie de Dieta que se opone a sus pretensiones, relegando a los señores a la parte suroeste de la isla. Esta parte de la isla adoptará el nombre de "Tierra de los Señores" (Pomonte), mientras en la parte restante de la isla se afianza definitivamente un régimen que une entre sí a comunas autónomas (siguiendo el modelo análogo desarrollado en Italia desde el siglo XI). Ese territorio adoptará el nombre de "Tierra de Comunas" (Cismonte).
La división acabará durando mucho tiempo (hasta el siglo XVIII) y es la razón principal de las diferencias en el desarrollo social, económico y hasta lingüístico entre las dos partes de la isla, con el norte más unido a Italia y con un idioma cada vez más influido por el toscano.
Desde el punto de vista organizativo, en la Tierra de Comunas, cada uno de los principales municipios o comunas estaba a la cabeza de una Pieve (parroquia principal de la zona) y nombraba (mediante sufragio universal que incluía a las mujeres) un número variable de representantes llamados "Padres de la Comuna", responsables de la administración de justicia y de la elección de su presidente, llamado podestá, que coordinaba la operación.
Los podestás de varias Pieves, a su vez, elegían a los miembros de un Consejo Superior, llamado "Consejo de los Doce", responsable de las leyes y reglamentos que regulaban la Tierra de Comunas.
Los "Padres de la Comuna", además, elegían por cada Pieve un "Caporal", un magistrado responsable de la protección y de la salvaguardia de las capas más pobres de la población. Este Caporal se encargaba de garantizar que los más desfavorecidos no sufrieran abusos y que tuvieran asegurada la justicia.
Muchas de las tierras de esta región se consideraban propiedad común de los colectivos comunales. La abolición total de las propiedades comunes, que se inició en la segunda mitad del siglo XIX por parte de los franceses, tuvo consecuencias muy graves para la economía corsa.
En Cinarca (Tierra de los Señores) los barones feudales mantenían sus prerrogativas, al igual que los que controlaban Capo Corso, y juntos constituían una amenaza al sistema en vigor en la "Tierra de Comunas".
Para poder hacer frente a esa amenaza, en 1020 los magistrados de esta última solicitaron la intervención de Guglielmo Marchese di Massa (de la familia más tarde conocida como Malaspina), quién al llegar a la isla, consiguió someter a los barones del conde de Cinarca y estableció un protectorado en Córcega del que se ocupó él mismo, y que transmitió después a su hijo.
Hacia finales del siglo XI, sin embargo, el Papado cuestionó, basándose en documentos falsificados (una presunta donación de Carlomagno, que como mucho había establecido una reversión de su dominio en favor de la Santa Sede), la soberanía sobre Córcega. Esta reivindicación tuvo un amplio respaldo en el interior de la propia isla, empezando por sus clérigos, y en 1077 los corsos se declararon súbditos de Roma.

## El dominio pisano

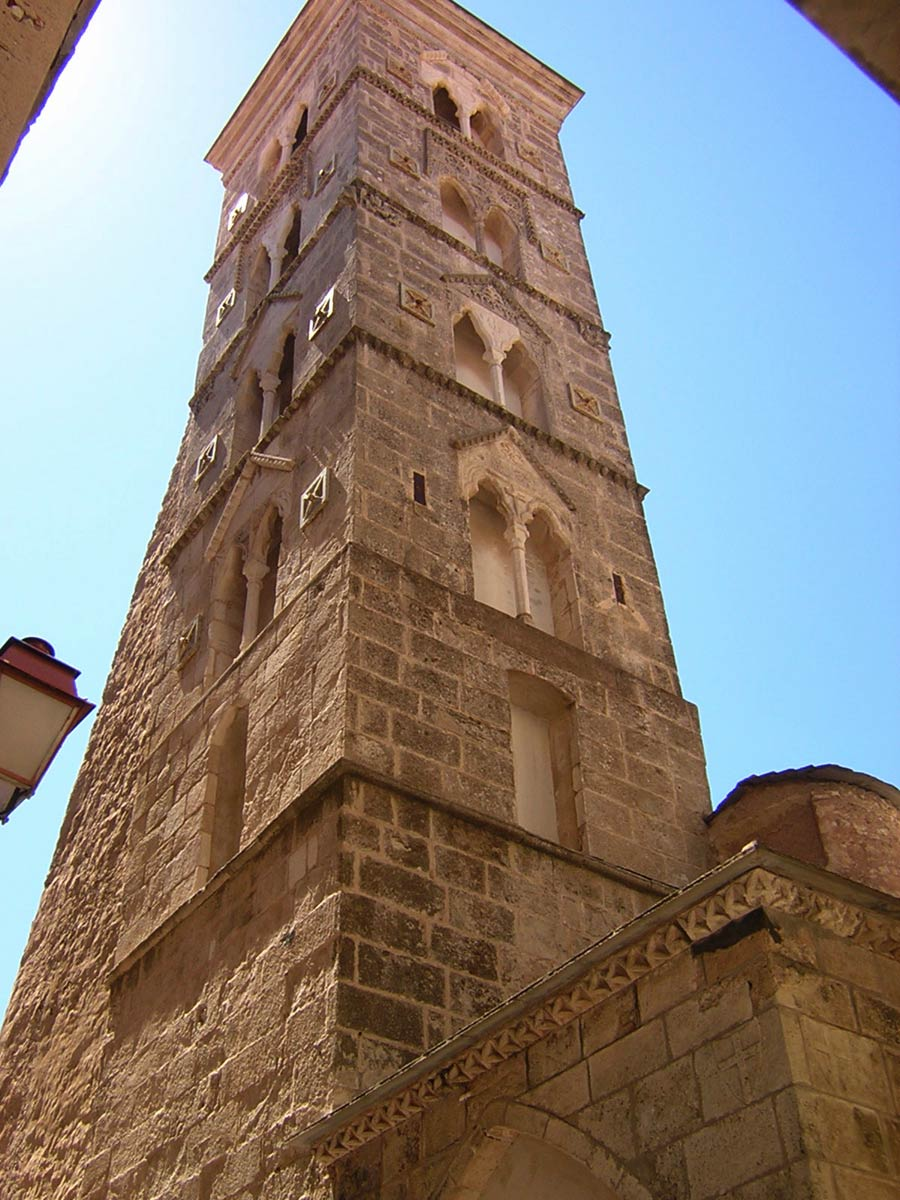
Torre del campanario de estilo románico-pisano de la iglesia más antigua de Bonifacio, Santa María la Mayor.

El gran Papa Gregorio VII (1073-1085), en plena querella de las Investiduras con el emperador Enrique IV, no asumió directamente el control de la isla, sino que se lo confió al obispo de Pisa, Landolfo, al que invistió con el cargo de legado pontificio para Córcega.
Después de ese acontecimiento, el titular de la cátedra arzobispal pisana pasó a ser también Primado de Córcega (y de Cerdeña), cargo que siguen ostentando a nivel honorífico hasta nuestros días.
Catorce años después, el Papa Urbano II (1088-1099), a instancias de la condesa Matilde de Canossa, confirmó las concesiones de su predecesor mediante la bula Nos igitur. El título de legado pontificio pasó entonces a Daiberto, establecido en la cátedra de Landolfo.
La asignación como sufragáneos del obispado corso hizo que el obispo de Pisa asumiese el título de arzobispo.
Pisa, con su puerto, mantenía desde la época romana estrechos vínculos con la isla, extendiendo a la vez que su propia potencia como República marítima crecía su influencia política, cultural y económica.
A la administración episcopal siguió inevitablemente la presencia de la autoridad política de los Jueces (magistrados administrativos) de la República toscana, que pretendía en breve espacio de tiempo hacer resurgir Córcega y marcarla profundamente, incluso después de la sensible pérdida de control de la isla que siguió a la desastrosa derrota sufrida por los pisanos a manos de los genoveses, en la batalla de Meloria (1284).
A pesar de lo que aún hoy en día se juzga generalmente como buen gobierno de la República de Pisa, no faltaron en Córcega motivos de descontento. Parte del clero y de los obispos de la isla veía con malos ojos la sumisión al arzobispo de Pisa, a la vez que la creciente potencia de la República de Génova, tradicional rival de la de Pisa y consciente del valor estratégico de Córcega, unía a las quejas de los corsos ante la corte papal de Roma sus propias intrigas para conseguir una modificación de la asignación de la isla en su propio provecho.
Así, tras un periodo durante el cual el papado no adoptó una posición clara y coherente, en  1138 el Papa Inocencio II (1130-1143) estableció una solución de compromiso, y dividió la jurisdicción eclesiástica de la isla entre los arzobispos de Pisa y de Génova, firmando así el inicio de la influencia ligur en Córcega, que se concretó más en 1195 con la ocupación genovesa del importante puerto y fortaleza de Bonifacio.
Los pisanos durante veinte años trataron de retomar la ciudad sin conseguirlo, hasta que en 1217 el Papa Honorio III (1216-1227), que intervino como mediador, tomó formalmente el control de la plaza. Sin embargo la mediación papal no sirvió para que la lucha entre Pisa y Génova cesara. Además su influencia hizo que repercutiera en la isla durante todo el Siglo XIII la lucha entre güelfos y gibelinos que se estaba desarrollando en toda Italia.
En el ámbito de esta lucha (y siguiendo un esquema que ya se había producido y que se repetiría más adelante muchas veces favoreciendo las dominaciones), los notables de la Tierra de Comunas invocaron la intervención del marqués Isnardo Malaspina.
Los pisanos reaccionaron instaurando un nuevo conde de Cinarca, y la guerra invadió la isla sin que ni el partido genovés ni el pisano consiguieran imponerse de modo claro hasta que la batalla de Meloria 1284 inclinó definitivamente la balanza en favor de Génova que, a partir de ese momento, extendió de modo progresivo su influencia en Córcega.

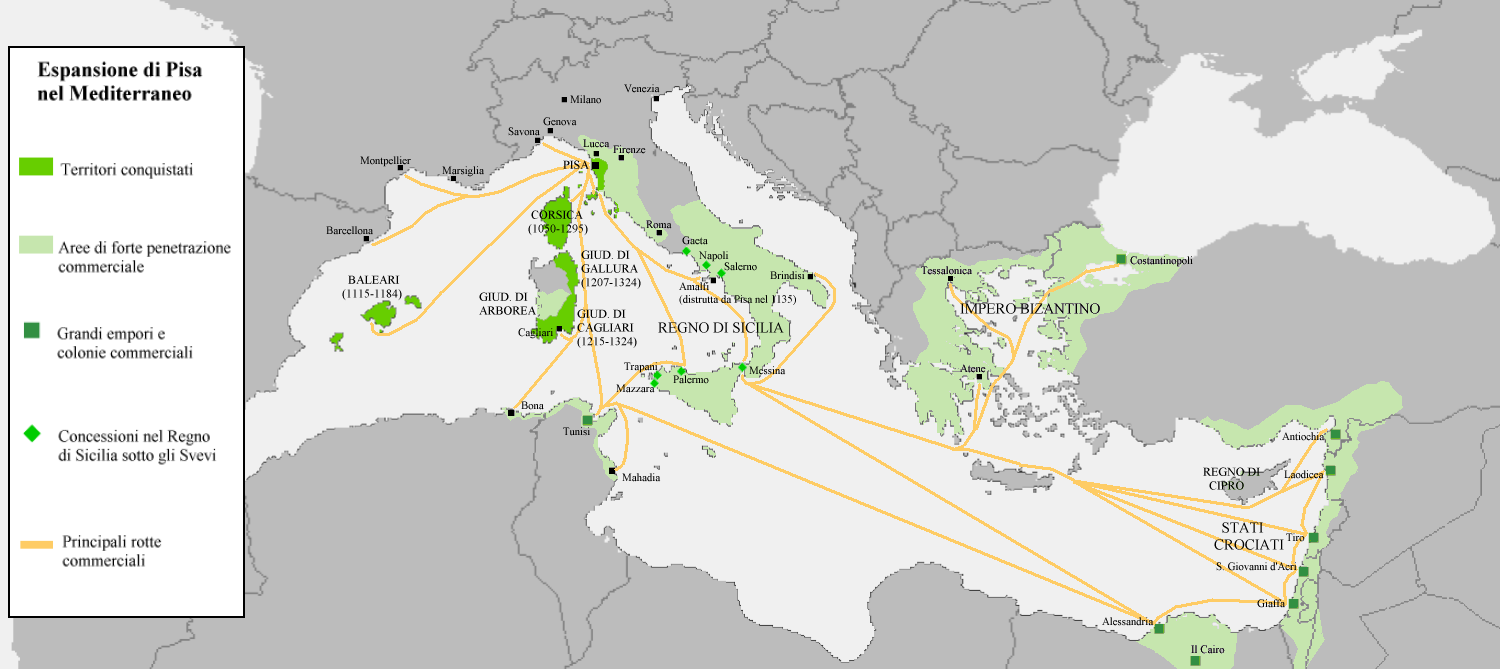
Córcega y la República de Pisa 1050-1285

### La herencia de Pisa
El recuerdo de la influencia pisana ha permanecido en la toponimia, que se desarrolla a partir de este periodo, y en la onomástica (siguen estando en Córcega muy difundidos apellidos de origen toscano), en el idioma local (de tipo toscano fundamentalmente en la región de Bastia y de Capo Corso) y en algunos de los más notables ejemplos de arquitectura románica que han permanecido en la isla, testimonio también del deseo de edificar (iglesias y edificios públicos: en todas las catedrales de Nebbio, Mariana, San Michele de Murato, San Giovanni de Carbini, Santa María la Mayor de Bonifacio, San Nicolás de Pieve) y de construir infraestructuras (carreteras, puentes, fortalezas y torres).
Pero incluso después del comienzo del dominio genovés, Pisa mantuvo intensas relaciones con Córcega, como queda demostrado en el abundante corpus documental relativo a Córcega que se encuentra aún hoy en día en la Curia de Pisa, en la que durante mucho tiempo hubo anexo un colegio para seminaristas corsos.
Poco mencionado, aunque significativo, es el hecho de que el Nielluccio, uno de los viñedos más difundidos en la isla (similar al Sangiovese de Toscana) y base del vino corso Patrimonio, fuera llevado a Córcega por los pisanos en el siglo XII.
A partir del dominio pisano, y en los siglos siguientes, hasta el XX, nunca deja de haber relaciones culturales entre la isla y Pisa y la Toscana, como se puede ver también en la penetración de elementos claramente toscanos e incluso de fragmentos enteros de la Divina Comedia de Dante en el rico repertorio de proverbios y canciones polifónicas tradicionales (paghjelle) de la isla.
Durante esa época gana prestigio en Córcega también el toscano vulgar, que pasa a convertirse en la lengua oficial. Pisa será también la primera de las sedes universitarias (a la que seguirán Roma y Nápoles) a las que acudirán estudiantes corsos: por esa razón se convertirá en proverbio de la isla decir que habla en crusca a aquellos que utilizaban para hablar un perfecto italiano: esta costumbre seguirá hasta avanzado el siglo XIX. Estudiaron en Pisa Carlos y José Bonaparte, Antonmarchi (médico de Napoleón en Santa Elena), el poeta Salvatore Viale, el higienista Pietrasanta, médico de Napoleón III y en algunos casos como el de Angeli, Farinola, Pozzo di Borgo y otros a formar parte del cuerpo docente y rector de la Universidad de Pisa.

## El paréntesis aragonés y la penetración genovesa
El 12 de junio de 1295, para complicar aún más la situación en Córcega, tras la derrota de los pisanos en la batalla de Meloria que hacía que éstos perdieran el control de la isla, intervino el Papa Bonifacio VIII (1294-1303), invistiendo al rey Jaime II de Aragón como soberano del nuevo reino de Cerdeña y Córcega (Tratado de Anagni).
Sin embargo los aragoneses no se decidieron a atacar Cerdeña hasta 1324, acabando así con cualquier deseo que pudieran albergar aún los pisanos en cuanto a controlar el norte de Cerdeña y Córcega.
Durante ese tiempo Córcega siguió viviendo en una situación de independencia hasta 1347, época en la que se convocó una gran asamblea de Caporales y Barones que, guiados por Sambucuccio de Alando, decidieron ponerse bajo la protección de Génova y ofrecer a la República Ligur la total soberanía sobre la isla, que se ejercería mediante un gobernador. Según constaba en dicha oferta, Córcega pagaría de modo regular tributo a Génova, que a su vez se encargaría de proteger la isla de los repetidos ataques de los piratas berberiscos (que proseguirán de modo discontinuo hasta el siglo XVIII), y garantizaría el mantenimiento de las leyes corsas y de sus estructuras y costumbres de autogobierno local, que estaban reguladas por el Consejo de los Doce en el Cismonte, y por el Consejo de los Seis en el Pumonte.
Los intereses isleños se representarían en Génova mediante un "Oratore".
En esa época toda Europa estaba viéndose afectada por el azote de la peste negra, que también llegó a Córcega y causó numerosas víctimas en el mismo momento en que se afirmaba la supremacía genovesa. El acuerdo entre Caporales y Barones pronto resultó violado y tanto unos como los otros mantuvieron pugnas que afectaban la instauración eficaz del dominio genovés en Córcega. En esta situación el rey Pedro IV de Aragón reclamó sus derechos de soberanía sobre la isla.
Con este estado de cosas aparece en escena el Barón Arrigo della Rocca, conde de Cinarca, quien con el apoyo de las tropas aragonesas en 1372 asume el total control de la isla, dejando únicamente el extremo norte y unas pocas plazas marítimas fortificadas bajo control genovés.
Su victoria empujó a los Barones de Capo Corso a pedir de nuevo auxilio a Génova, que pensó que el tema se solucionaría creando con el gobernador de la isla una especie de compañía comercial que se llamó "Maona", formada por cinco personas y que trató de sobornar a Arrigo para que se volviera contra los aragoneses, aunque sin resultados satisfactorios.
La Maona era un consorcio de comerciantes (a veces de carácter familiar) que utilizó a menudo Génova, especialmente entre los siglos XIII y XV, con funciones de gobierno también en las colonias orientales. Entre las primeras Maonas hay que mencionar la de la isla de Quíos, en el Egeo, instituida en 1347, entre cuyos miembros se originó la famosa familia noble genovesa de los Giustiniani.
Al proseguir las tensiones, en 1380, cuatro de los cinco miembros de la Maona dimitieron ante Génova de sus cargos, dejando únicamente a Leonello Lomellino para que ejerciera funciones de gobernador en solitario. En ese tiempo, Lomellino fundó, en 1383, la ciudad de Bastia, destinada a convertirse en el núcleo más importante de la dominación genovesa y capital de la isla (hasta que dichas funciones pasaron a Ajaccio, tras la invasión francesa del siglo XVIII).
Pero no fue hasta 1401, tras la muerte de Arrigo, cuando la autoridad genovesa se restableció formalmente en toda la isla, a pesar de que la misma Génova en ese tiempo caía en manos de los franceses: entre 1396 y 1409, de hecho, Carlos VI de Francia fue señor de Génova, ciudad que gestionó mediante el gobernador Jean Le Meingre señor de Boucicault. Bajo su gobierno en 1407 se fundó el Banco de San Giorgio, un potente consorcio de prestamistas privados a los que se confiará pasado el tiempo la administración de los ingresos del Estado y el gobierno de numerosas tierras y colonias, entre ellas Córcega.
Así pues, Lomellino fue reenviado a Córcega en 1407 como gobernador a cuenta de Carlos VI de Francia y tuvo que enfrentarse a Vincentello d'Istria quien, tras obtener privilegios del Casal de Barcelona, se había declarado mientras tanto Señor de Cinarca y había agrupado en torno a sí toda la Tierra de Comunas -incluida Bastia-, y se había proclamado Conde de Córcega desde 1405.
Los esfuerzos de Lomellino no tuvieron éxito alguno y en 1410 Génova (que había recuperado su independencia) solo controlaba en la isla las plazas fortificadas de Bonifacio y Calvi.
Una vez más, una revuelta interna acabó con la virtual independencia de Córcega: la revuelta de un feudatario y del obispo de Mariana hizo que Vincentello perdiera el control de la Tierra de Comunas y, mientras acudía a Aragón para solicitar ayuda, los genoveses pudieron completar rápidamente la reconquista de toda la isla.
Sin embargo, el complejo juego de alianzas y enemistades locales no permitió que dicha reconquista fuese duradera. Lo que volvió a encrespar los ánimos fue el Cisma de Occidente y la lucha por la investidura papal que se produce alrededor del último antipapa aviñonés, Benedicto XIII, apoyado por los obispos corsos favorables a Génova por una parte, y la del antipapa Juan XXIII, apoyado por los partidarios de Pisa.
Vincentello, que había conseguido desembarcar en la isla dirigiendo una fuerza militar aragonesa, no encontró grandes obstáculos y se aprovechó de las rivalidades cruzadas para asumir fácilmente el control de la Cinarca y de Ajaccio.
Tras aliarse con los obispos pro-pisanos, amplió su influencia a la Tierra de Comunas y construyó el castillo de Corte: en 1419 la influencia genovesa en la isla se había vuelto a quedar reducida a los núcleos de Calvi y Bonifacio, mientras Vincentello, con el título de Virrey de Córcega, establecía a partir de 1420 la sede de su gobierno en Biguglia.
En estas circunstancias, Alfonso V de Aragón se presentó con una gran flota en el mar corso, con el objetivo de tomar posesión personalmente de la isla para anexionarla al Reino de Cerdeña y Córcega. Tras la caída de Calvi, ciudad que siempre tuvo gran influencia genovesa, siguió resistiendo animada por las intrigas de los partidarios de la República de Génova.
Durante ese período, la resistencia de Bonifacio hizo que los sitiadores para que acabaran con el bloqueo de la ciudad que, una vez obtuvo la confirmación de sus privilegios, se convirtió de hecho en una especie de microrrepública independiente bajo protección de los genoveses. Poco después, el descontento debido a unos elevados impuestos hizo que estallara una revuelta general contra Vincentello, quien, en un intento de dirigirse a Sicilia, resultó prisionero en un golpe de mano en el puerto de Bastia y, conducido a Génova como rebelde y traidor, fue decapitado el 27 de abril de 1434.
La lucha entre las facciones pro-genovesas y pro-aragonesas prosiguió en la isla, y el Dogo genovés Giano di Campofregoso recuperó el control de Córcega, apoyándose en la mayor capacidad artillera (1441). Con motivo de dicha reconquista se funda y fortifica la ciudad de San Fiorenzo (1440).
La reacción aragonesa llevó la lucha a su punto culminante. En 1444 desembarcó en la isla un ejército pontificio compuesto por 14.000 hombres, enviada por el papa Eugenio IV. Este ejército, sin embargo, fue derrotado por las milicias corsas controladas por Rinuccio da Leca, encabezando una liga que reunía a casi todos los Caporales y Barones locales. Sin embargo, una segunda expedición obtuvo la victoria y el propio Rinuccio murió en batalla en el frente de Biguglia.

## El señorío del Banco de San Giorgio y de Génova

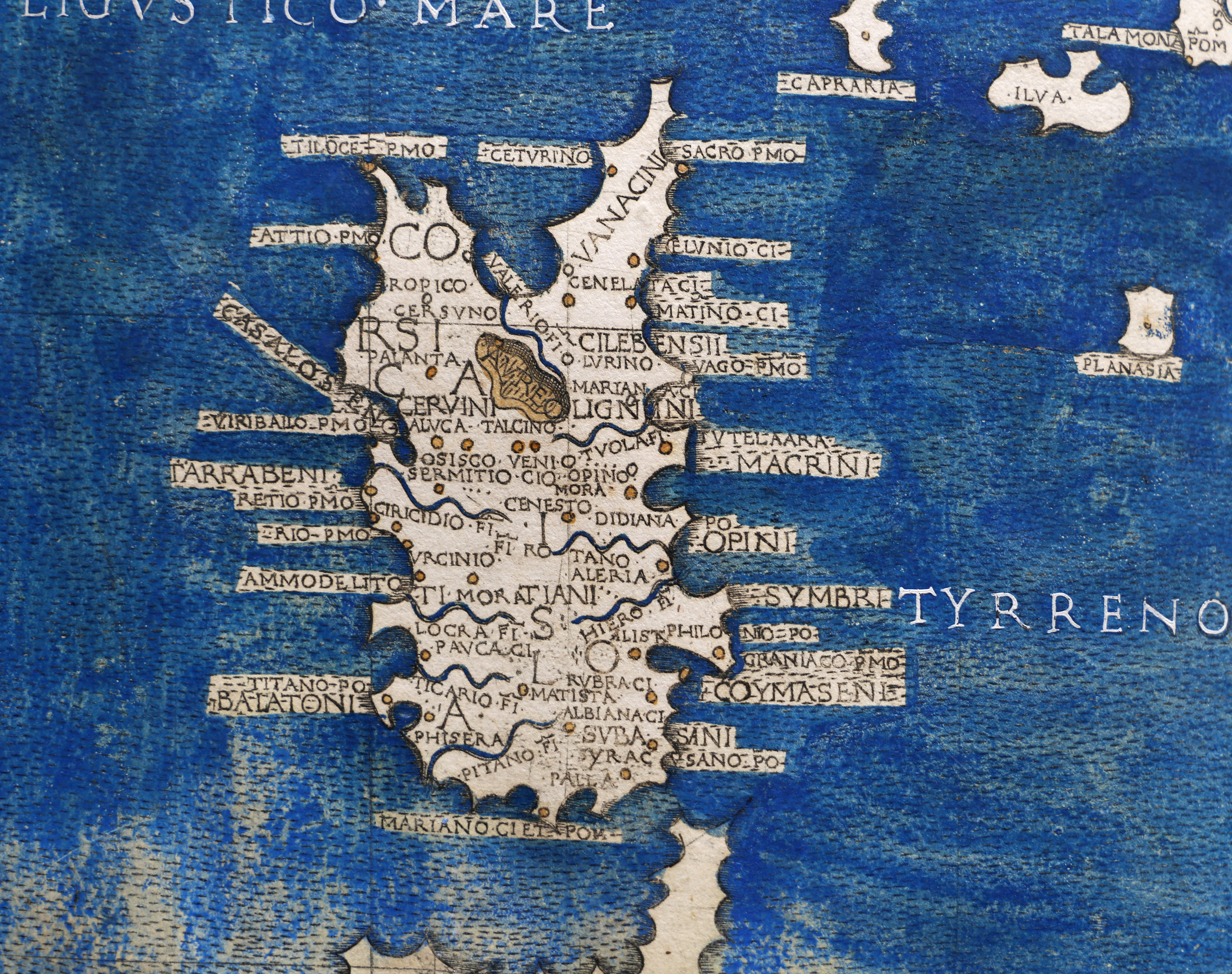
Córcega en el 1482

1447 puede considerarse un año crucial para el control genovés de Córcega. En este año accede a la silla papal Nicolás V, natural de Sarzana, en la región ligur, y por esa razón muy unido a la República de Génova. Era un hombre enérgico y culto, y uno de los introductores en Roma del espíritu del Renacimiento. De modo inmediato hizo valer los derechos papales sobre la isla (cuyas principales plazas estaban bajo control de las tropas pontificias) y los cedió a Génova.
De ese modo se pasó a un periodo en el que la isla pasa a estar controlada ampliamente por la República genovesa exceptuando Cinarca, bajo control nominal de los aragoneses mediante el dominio más concreto de los Señores locales, y de la Tierra de Comunas, que mediante una asamblea de sus jefes, en 1453 decide ofrecer el gobierno de toda la isla al Banco de San Giorgio, la potente compañía comercial y financiera establecida en Génova en 1407, que lo acepta.
Una vez expulsados los aragoneses de la isla (de cuyo paso por Córcega quedará el emblema de la Cabeza Mora, desarrollado tras la  Reconquista), el Banco de San Giorgio empezó una auténtica guerra de exterminio contra los Barones isleños, cuya resistencia organizada termina en 1460, cuando los cabecillas son detenidos y desterrados a Toscana. Aún tendrían que transcurrir dos años de luchas para conseguir someter por completo la isla, hasta 1462, en que el capitán genovés Tommasino da Campofregoso, de madre corsa, hizo valer con éxito sus derechos familiares para reafirmar el control total de la República también en el interior de la isla.
Solo dos años después, en 1464, Génova, y con esta Córcega, cae en manos de Francesco I Sforza, duque de Milán. A su muerte, en 1466, la autoridad milanesa en la isla se desvaneció por las habituales turbulencias internas y, una vez más, tan solo las ciudades costeras permanecieron de modo efectivo bajo la tutela de las potencias continentales. En 1484 Tommasino da Campofregoso convenció a los duques Sforza para que le confiaran el gobierno de la isla, consiguiendo el control de las fortalezas. En ese tiempo consigue consolidar el poder interno, aliándose con Gian Paolo da Leca, el más poderoso de los Barones isleños.

Estados italianos en 1494

Tres años después la situación se volvía a mover. Un descendiente de los Malaspina, que ya habían tenido relación con Córcega en el Siglo XI, Jacopo IV de Appiano, príncipe de Piombino, fue llamado para que interviniese en favor de aquellos que se oponían a Tommasino, y así el hermano del príncipe, Gherardo conde de Montagnano, se proclamó conde de Córcega y, tras desembarcar en la isla, se apoderó de Biguglia y de San Fiorenzo. Más que oponerse a Gherardo, Tommasino restituyó discretamente las prerrogativas en favor del Banco de San Giorgio, que durante ese tiempo refundó y fortificó Ajaccio (1492) cerca del lugar de la antigua Aiacium romana. La decisión de Tommasino fue criticada por otros miembros de su familia y por Gian Paolo da Leca, con razón, puesto que en cuanto el banco terminó con Gherardo, apuntó sus armas contra los belicosos barones corsos, a los que no consiguió someter hasta 1511, y esto tras larga y sangrienta lucha.
Durante su gobierno, el Banco de San Giorgio demostró escasa visión y perspicacia política, optando por una búsqueda del beneficio más inmediato en lugar de buscar una estrategia de integración, e instaurando de ese modo un régimen colonial sobre Córcega.
Se fomentó el desarrollo de los bosques, pero los principales beneficios eran para el Banco, que imponía a la isla unas tasas de tal magnitud que de hecho impedía cualquier posibilidad de desarrollo local. A lo largo de todas las costas de la isla se reconstruyeron y en gran parte se construyeron ex novo torres de vigilancia y defensa (muchas de ellas aún subsisten hoy en día) para disponer de un sistema de alerta contra las incursiones de los piratas berberiscos, unido a las patrullas marítimas. A pesar de que no se eliminará del todo (permanecerá hasta el siglo XVIII), esta plaga se controló, aunque más para proteger los intereses económicos coloniales que para brindar protección a la población corsa, que seguirá sufriendo las sangrientas incursiones de los piratas, virtualmente impunes cuando actuaban en las zonas de costa que el banco consideraba sin interés estratégico y económico.
En gran parte, las instituciones locales (entre las que se distinguía por su realmente avanzado concepto político la organización de la Tierra de Comunas) fueron abolidas o vaciadas de contenido y competencias concretas. Los notables corsos ni siquiera pudieron gozar por completo de los derechos de ciudadanía, sin hablar de acceder a la oligarquía republicana genovesa, que por definición les estaba cerrada.
Los intentos de rebelión fueron generalmente reprimidos con gran dureza, utilizando con frecuencia el recurso a la pena de muerte; o alternativamente aplicando el principio de "divide y vencerás", manejó hábilmente (incitándolas cuando era necesario) querellas locales o inicios de guerra civil, utilizando esos desencuentros para debilitar las fuerzas y la moral de los señores de la isla y por tanto a vacunarse contra alianzas que pudieran dar lugar a un levantamiento general. Se desarrolló la cultura de la vendetta y del bandolerismo, que lejos de desaparecer se afianzaron. Todo esto mientras en Europa, y especialmente en la vecina Italia peninsular, florecía el Renacimiento.
A las desgracias políticas se unieron epidemias de peste y el encarecimiento del coste de la vida que sirvieron para que el proceso de empobrecimiento y embrutecimiento de la isla, además de exacerbar el odio de los corsos hacia el dominio genovés.

### Inicio de la penetración francesa en Córcega
Durante la primera mitad del siglo XVI Francia, que se estaba desarrollando como estado y potencia europea, empieza a colocar sus peones en el Mediterráneo por lo que manifiesta interés por Córcega e Italia. En este marco, Enrique II de Francia concibe un proyecto para apoderarse de la isla, aprovechándose de la torpeza de la política de los genoveses y el resentimiento de los corsos enrolados en los ejércitos franceses como mercenarios.

### La primera conquista francesa y Sampiero Corso
Tras firmar en 1553 un tratado de cooperación con el sultán otomano Solimán el Magnífico, el rey de Francia se garantizó no solo la neutralidad, sino también la colaboración de la flota turca en el Mediterráneo. Solo 18 años después, en 1571, el avance turco hacia Europa se detendrá en la batalla de Lepanto con una flota multinacional, aunque dirigida principalmente por España y Venecia, y en la que Francia no participa.
Poco después de la firma del tratado entre Francisco I de Francia y Solimán, la flota franco-turca se presentó ante las costas de la isla y la atacó, sitiando a la vez todas las fortalezas costeras. Bastia cayó casi sin luchar, mientras Bonifacio resistió mucho tiempo y solo cedió ante la promesa a la guarnición de respetar la vida de los sitiados, promesa que los turcos incumplieron, ya que una vez la ciudadela se rindió toda la guarnición fue masacrada y la ciudad saqueada. Pronto cayó toda la isla, salvo Calvi que siguió resistiendo.
Preocupado por la acción francesa, que abría decididamente las puertas a los otomanos en pleno corazón del Mediterráneo occidental, intervino el rey de España y emperador de Alemania, Carlos V, que a su vez invadió la isla a la cabeza de sus tropas y las de Génova. En los años siguientes (los Turcos habían desembarcado brevemente solo en Bonifacio), alemanes, españoles, genoveses, franceses y corsos lucharon ferozmente por las fortalezas de la isla.
De ese modo se llega a 1556, fecha en la que se produce una tregua que dejaba momentáneamente a Francia el control de toda la isla, salvo Bastia, que anteriormente había vuelto a ser conquistada por genoveses y españoles. El gobierno francés, más moderado que el genovés, consiguió simpatías entre la población, también gracias a la acción de los corsos al servicio de Francia, entre los que estaba, con el grado de coronel, el mercenario Sampiero di Bastelica.
Sin embargo, en 1559, las conclusiones de la Paz de Cateau-Cambrésis dispusieron la restitución de Córcega al Banco de San Giorgio. Los responsables del banco procedieron inmediatamente a imponer duros impuestos para tratar de resarcirse de los gastos de guerra (impuestos que gran parte de los corsos se negaron o estuvieron en medida de pagar) y, violando el tratado, que preveía una amnistía general, procedieron a confiscar todos los bienes de Sampiero, de su esposa Vannina d'Ornano, y de otros corsos que habían servido al lado de Francia.
Sampiero, establecido en Provenza, no se dio por vencido y empezó a trabajar para agrupar en torno a él una parte significativa de los notables de la isla enfrentados a Génova, mientras paralelamente buscaba apoyos para su proyecto de separar la isla de la República de Génova. Se dirigió con ese objetivo a Catalina de Médicis, entonces reina regente de Francia tras la muerte de su marido durante los festejos de celebración de la Paz de Cateau-Cambrésis. Sin embargo, Catalina se negó a apoyar a Sampiero, al no querer implicarse en una operación que hubiese reabierto la larga guerra que acababa de terminar.
No tuvo más suerte un intento en ese sentido con Cosme I de Médicis, que también quería adueñarse de Córcega, pero pretendía hacerse con ella solo mediante tratados con las potencias europeas, puesto que sabía que Toscana no estaba en condiciones de desafiar abiertamente a los genoveses.
Fracasado un posterior intento de conseguir el apoyo de los Farnesio de Parma, Sampiero, que había conseguido credenciales diplomáticas francesas, consiguió ir personalmente al Norte de África y a Constantinopla para suplicar al Sultán que interviniese para convertir Córcega en provincia otomana, lo que resulta significativo para entender hasta qué punto Génova se había hecho odiosa entre los corsos agrupados alrededor del antiguo coronel de los franceses. La misión de Sampiero en Oriente terminó de hecho en fracaso porque mientras tanto Cosme I, conocedor de los proyectos del corso para instalar a la potencia otomana justo frente a las costas toscanas, había advertido de la iniciativa a los genoveses, cuyos embajadores se habían adelantado a Sampiero y convencido a los ministros turcos para que rechazaran la propuesta.
Mientras Sampiero estaba en Oriente, su mujer, Vannina d'Ornano, dueña de feudos confiscados por Génova, había tratado de recuperarlos buscando personalmente un acuerdo con la Serenísima República de Génova. Al enterarse Sampiero de estas gestiones al regresar a Francia, no dudó en reaccionar ante lo que consideraba una sangrienta traición, matando a un amigo corso que había permanecido para cuidar a su esposa y estrangulando personalmente a su esposa y a las dos damas de compañía que la cuidaban en su ausencia. Sampiero reivindicó los homicidios como delito de honor burlando de este modo a la justicia francesa. Llevado por un gran entusiasmo y una buena dosis de desesperación unida a sus vivencias personales, desembarcó en julio de 1563 con un puñado de seguidores en Propriano, en el golfo de Valinco, con el deseo de expulsar a los genoveses de la isla.
Mientras tanto los genoveses una vez conscientes (aunque tarde) del nefasto papel político desempeñado por el Banco de San Giorgio en la administración de Córcega, habían decidido asumir el control directo a partir de 1562, instalando un gobernador en la isla.
En muy poco tiempo Sampiero consolidó las alianzas locales, preparadas desde mucho tiempo antes, consolidando un ejército de 8.000 hombres, con el que llevó a cabo una sangrienta serie de golpes de mano a los que el gobierno genovés se opuso tanto por las armas como azuzando las rivalidades entre los notables isleños. Tras años de una guerra caracterizada por una extrema ferocidad por ambas partes, por matanzas, saqueos, incendios de cosechas y de poblaciones, los genoveses explotando el odio de los familiares de Vannina consiguieron reclutar entre ellos a unos sicarios que, en 1567 mataron a traición a Sampiero y llevaron su cabeza al gobernador de Génova. El presunto nombre del asesino de Sampiero, Vittolo pasó así a convertirse en paradigma del traidor en la fantasía corsa popular y aún hoy guarda ese significado.
La lucha prosiguió durante algún tiempo encabezada por un jovencísimo hijo de Sampiero, Alfonso, pero los rebeldes corsos, sin el experto liderazgo de Sampiero y sin recursos militares, se desanimaron y buscaron la paz, a la que se llegó en 1569 con el pacto entre Alfonso y el genovés Giorgio Doria.

### Un siglo y medio depaxgenovesa

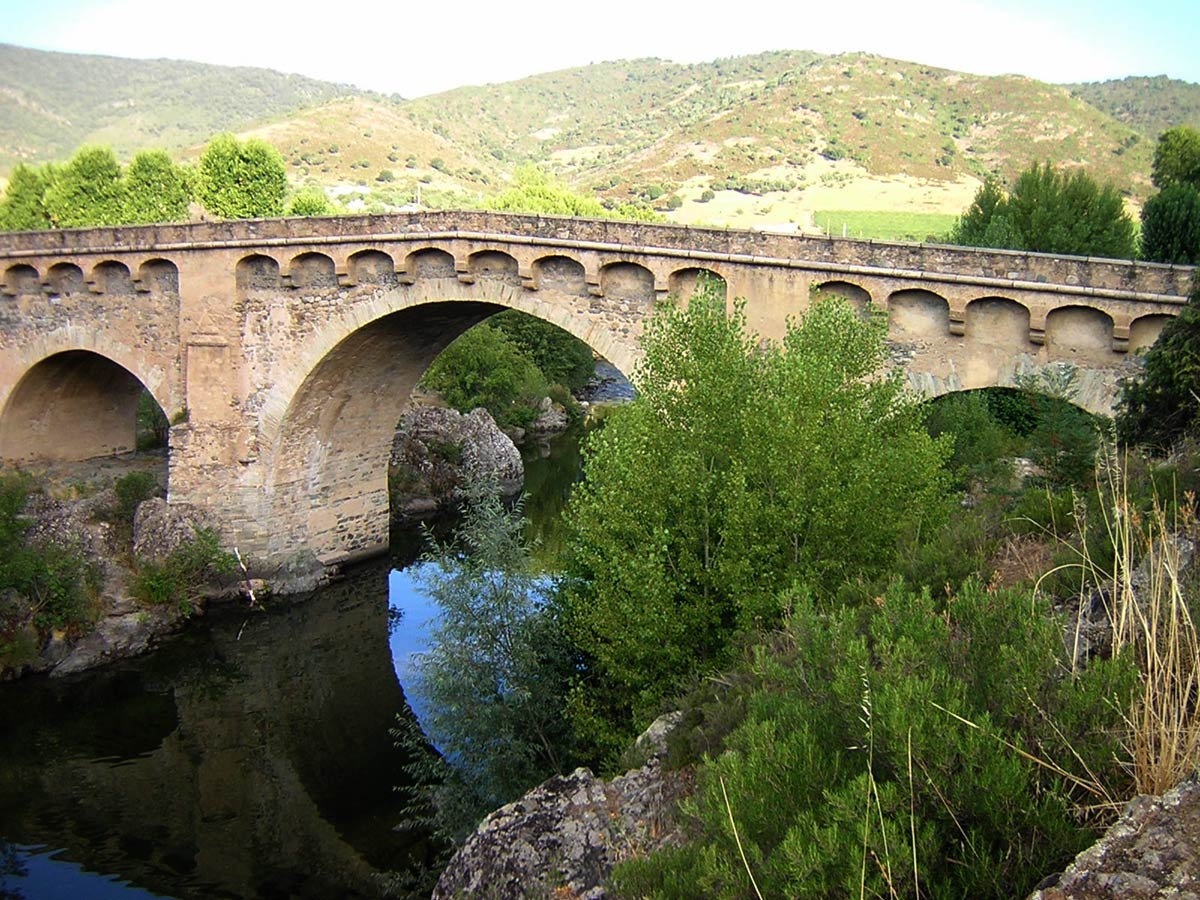
Puente genovés con tres arcos sobre el río Tavignano, cerca de Altiani, que sigue en servicio.

Se llegó también al final de la guerra gracias a que, ya en los últimos momentos de la lucha, la República de Génova parecía haber comprendido que la excesiva dureza mostrada en la administración y en la explotación de Córcega incitaba a sus habitantes a rebelarse ante las miserias infligidas, y había preparado una política más moderada y equilibrada para recuperar el apoyo de la población.
El dispositivo de paz preveía una amnistía y la liberación de rehenes y prisioneros, la concesión a los corsos de libertad de movimiento de y hacia Italia y libertad para disponer directamente sus bienes, condonación y prórroga fiscal de cinco años. Se ofreció a Alfonso la restitución de los feudos de Ornano que, confiscados, estaban en el origen de la tragedia familiar, siempre que él, junto a sus más cercanos colaboradores, se exiliara, como hizo trasladándose a Francia.
Con intención de pacificar la isla de modo duradero y reconocer, además de los derechos más básicos, elementos de autogobierno local significativos, en 1571 Génova (que se había vuelto a ocupar directamente de Córcega desde el final de la administración del Banco de San Giorgio en 1562) instituyó los Estatutos Civiles y Militares que, desde ese momento en adelante, regularían, al menos sobre el papel, el derecho y la administración en la isla.
Sucesivamente enmendados y ampliados, los Estatutos resultaron ser un buen instrumento institucional y, en las parte trasladadas a la Constitución paolina de 1755, seguirán parcialmente en vigor hasta la conquista francesa (1769).
Desde el punto de vista administrativo Córcega pasó a depender a partir de ese momento, de una especie de ministerio especial con sede en Génova, el Magistrado de Córcega, que rendía cuentas de sus actuaciones ante los máximos órganos de la República, el Maggior Consiglio y el Minor Consiglio.
En la isla residía un gobernador genovés, ayudado por un vicario y por el Consejo de los Doce Nobles, inspirado en la institución similar de la Tierra de Comunas.
El territorio se subdividió en provincias, cada una de las cuales tenía a la cabeza un comisario (con sede en Bonifacio, Ajaccio y Calvi), o un lugarteniente (con sede en Corte o Aleria, Rogliano, Algaiola, Sartena y Vico). Las fortalezas en unos casos se repararon y en otros se consolidaron y ampliaron, además de disponer en ellas guarniciones más sólidas que en el pasado. Se reorganizaron las Cortes de Justicia y se les dotó de un complejo aparato burocrático. La vida pública se reorganizó sobre una cuidada redefinición de las comunidades rurales que pasaron a ser el núcleo básico del territorio desde el punto de vista institucional, fiscal y religioso, integrando la antigua red de las Pievi. Los pueblos, reunidos en parlamentos, elegían periódicamente sus Podestás o Padres del municipio, responsables de las funciones administrativas y de policía local, mediante el cargo, también electivo, de capitán de la milicia.
Las comunidades se gobernaban pues de modo bastante autónomo, sin intervención de la República, salvo casos excepcionales. En los pueblos del interior de la isla esta libertad de desarrollo fue tal que se creó una clase de notables a los que se llamó Principales. Los actos, tanto privados como públicos (elecciones locales y Grida del gobernador), se transcribían en los registros notariales, que eran remitidos de forma regular al Cancelliere de la sede provincial competente y durante un cierto periodo las autoridades locales pudieron enviar representantes propios al Gobernador o, incluso, a las autoridades centrales en Génova, para expresar exigencias particulares, denuncias por abusos graves o peticiones de ayuda en caso de calamidades como la sequía.
Se subdividió el territorio, desde el punto de vista fiscal y productivo, en círculos destinados a frutales y viñas, tomas, destinadas a las siembra, y tierras comunes, patrimonio colectivo de las comunidades, destinadas a pastos, a cultivos de temporada y huertos, a la recolección de frutos del bosque y a madera. Guardias forestales y jueces especializados se preocupaban de velar porque se respetaran los Estatutos en el tratamiento de las tierras.
Se definieron las leyes civiles y criminales, así como los impuestos, que fueron mucho más eficientes, a pesar de seguir basándose en la talla (imposición directa) y en la gabela como el escudo por bota para el vino, las mermas para otros productos, el boatico (venta forzosa a precio reducido de cebada y grano a las guarniciones establecidas en la isla) y diversos monopolios (el más importante el de la sal) en lo que concierne a la imposición indirecta.
Las ciudades costeras, algunas de las cuales estaban pobladas en su gran mayoría por gente originaria de Liguria (en especial Calvi, Bastia y Bonifacio), tenían diversos privilegios respecto a las localidades del interior (exenciones fiscales, inmunidades especiales), por lo que constituían un mundo aparte. Sede de los gobiernos provinciales, estas pequeñas capitales desarrollaron un patriciado similar al que se estaba desarrollando en ese momento en Italia, enriqueciéndose tanto con el comercio marítimo y con los beneficios derivados del ejercicio de funciones administrativas unidas al gobierno, como mediante las labores de explotación agrícola desarrolladas en las zonas del interior más cercanas. La clase del patriciado, llamados los Nobles (aunque en realidad se trataba de una burguesía urbana) controlaba el mercado de los cereales, el de la pesca, el de los préstamos y el de los artesanos, y manufacturas locales. Serán precisamente los miembros de esta clase los que, siempre deseosos de tener mayor prestigio y riquezas, encabezarán en el Siglo XVIII la rebelión popular y constituirán la fuente de la Córcega independiente de Pasquale Paoli, y a continuación el primer elemento de legitimación local de los gobiernos franceses.
La República, tanto durante el siglo XVII como en el XVIII, recuperó las mejores ideas del Banco de San Giorgio para mejorar el cultivo de cereales en las regiones litorales, el cultivo del olivo (especialmente en Balagna) y el aprovechamiento forestal (en especial los castaños de Castagniccia). La red de carreteras de la isla se amplió y mejoró (algunos de los puentes genoveses aún siguen en uso), a la vez que especialmente en el Cismonte y en todas las ciudades de la costa tuvo lugar una intensa actividad de urbanización y reestructuración de edificios que caracterizó muchos centros históricos cuyo aspecto hoy sigue marcado por la fuerte influencia del estilo ligur y barroco de este periodo.
En las costas se reforzó el dispositivo de las torres de vigilancia y defensa, debido al recrudecimiento de las incursiones berberiscas, que fueron especialmente frecuentes y destructivas en las dos décadas que siguieron a la derrota de los turcos en Lepanto en 1571. Esto es normal, ya que la piratería venía a llenar el vacío dejado por la imposibilidad de acceder de otro modo a las riquezas de las que antes disponían a través del comercio y que ahora no era accesible debido a la derrota de su flota.
Las consecuencias de estas dos décadas de ataques, muy bien documentados y distribuidos a lo largo de todas las costas de la isla, fueron desastrosas y ocasionaron el despoblamiento de muchas zonas en los llanos, en un éxodo que no se conocía desde siglos antes. Como ejemplo se puede citar el caso de Sartena. En 1540 esta región tenía once centros mayores que a finales de siglo quedaron abandonados en su totalidad, si exceptuamos la propia Sartena, que tuvo que fortificarse y constituyó así refugio para toda la población circundante hasta el siglo XVIII en que, una vez pasado el peligro, pudieron resurgir los centros menores.
En ese mismo periodo la isla padeció dos epidemias de peste que constituyeron más adelante un grave obstáculo para poder llevar a cabo los planes de desarrollo preparados por la República, que a pesar de estar bien concebidos sobre el papel no tuvieron el éxito esperado. Las dificultades económicas mantuvieron la emigración de los corsos, que buscaron fortuna en el continente, muchos sirviendo como militares al servicio de las potencias extranjeras, desafiando la prohibición que en esa línea emitía Génova, preocupada por esta sangría que dificultaba sus planes de desarrollo y despoblaba los campos.
Además, dicha preocupación estaba justificada por la disminución de los ingresos fiscales debido a la falta de desarrollo. Esta merma en los ingresos era muy preocupante debido a los problemas financieros de la República, que se había arriesgado a financiar a la corona de España que, durante el siglo XVII, dejó de pagar los importante préstamos concedidos por los genoveses en los plazos estipulados, llegando incluso a declararse insolventes. Estas dificultades mermaron la capacidad económica de una República Genovesa, ya disminuida por la progresiva pérdida de todas sus colonias orientales a manos de los turcos y de la disminución del volumen de su comercio con el Levante, debido a la competencia de los franceses, que se unió a partir del siglo XVI, a la ya tradicional competencia ejercida por la Serenísima República de Venecia.
Además de restablecer la prohibición formal de emigrar, impuesta de nuevo a los corsos a pesar de lo que se establecía en los Estatutos, Génova trató de todos los modos posibles de impulsar la revalorización de las tierras de la isla, instituyendo también con ese objetivo la figura del Magistrado del cultivo y elaborando planes de desarrollo que sin embargo resultaron ineficaces en su mayor parte, pero de cuya calidad general da testimonio el hecho de que mucho más tarde serán copiados por los franceses en planes similares (por otra parte, también ineficaces durante mucho tiempo).
Uno de los puntos débiles de esos planes se debía al hecho de que se basaban, más que sobre una actuación del Estado (que tenía dificultades por sus problemas económicos), sobre la iniciativa privada mediante un complejo sistema de feudos y enfiteusis que lejos de iniciar una dinámica positiva acabó erosionando las tierras comunes impidiendo la disponibilidad plena a las comunidades locales y favoreciendo el lucro de algunos Principales y Nobles sin que la colectividad tuviera ventaja alguna.
Este fenómeno de expropiación y empobrecimiento de las comunidades corsas en beneficio de los terratenientes ricos se acelerará cuando este esquema sea propuesto de nuevo por los franceses, y acabará ocasionando daños sociales enormes y que desencadenarán en las rebeliones que, durante medio siglo, se dieron en Córcega tras la ocupación francesa, y que ocasionarán el fenómeno que pasará a la historia como Bandolerismo.
En este marco se implanta la llegada de unos cientos de griegos originarios de Laconia (región meridional del Peloponeso) huyendo del dominio otomano. Tras dar, con problemas, el consentimiento del primado pontificio estos prófugos se instalaron en 1676 en las tierras costeras a unos 50 km al norte de Ajaccio. En la región, llamada Paomia, los griegos fundaron una colonia en Cargese que, tras la ocupación francesa, ha mantenido casi hasta nuestros días su idioma y algunas tradiciones originarias, incluyendo el rito religioso oriental.
El éxito frustrado de los planes genoveses de desarrollo, que acabó por plantear la cuestión agrícola cuyas consecuencias se hacen sentir hasta nuestros días, en el contexto de una economía aún marcada por una explotación sustancialmente colonial y de restricción progresiva en la práctica de las escasas libertades de que gozaban los corsos, considerados de hecho súbditos y no ciudadanos de la República, acabó ocasionando una crisis que parecía llevar a Córcega a la ruptura definitiva con Génova, primero de modo gradual e imperceptible, y finalmente con la explosión de una nueva revuelta a partir de 1729.

Córcega y la República de Génova 1284-1768

### El fin de la Guardia Corsa papal en Roma
La larga historia de los conflictos y violencias que ha caracterizado a Córcega a partir al menos de la caída del Imperio romano, había acostumbrado a sus habitantes a considerar la guerra algo habitual y había hecho del oficio de las armas una de las principales actividades ejercidas por los corsos expatriados hacia los estados italianos (y en mucha menor medida hacia Francia) desde la Edad Media hasta la Edad Moderna. Recorriendo atentamente la lista de nombres de los capitanes mercenarios italianos, se puede observar que muchos de ellos eran originarios de Córcega y que, en algunos casos, contaban con batallones enteros de corsos.
Entre los destacamentos militares integrados en su totalidad por corsos que operaron fuera de la isla destaca la Guardia Corsa papal, que ejerció sus funciones durante varios siglos. A pesar de la poca fiabilidad de los documentos, normalmente se fecha en 1378, coincidiendo con el final del cautiverio de Aviñón, la fundación en Roma de un cuerpo militar compuesto exclusivamente por corsos con funciones de Guardia Pontífica y de milicia urbana, semejante a la actual Guardia Suiza.

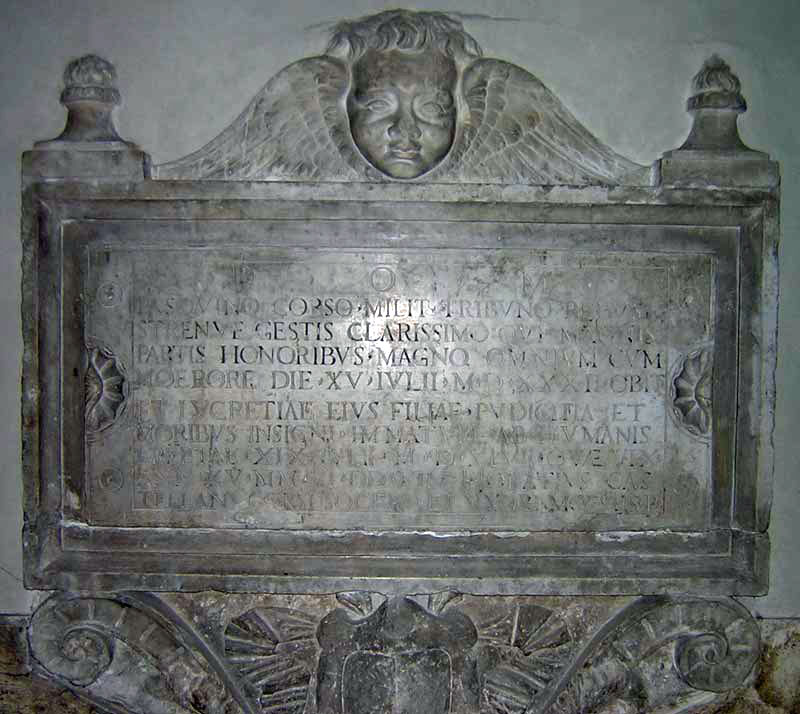
Monumento funerario en honor a Pasquino Corso, coronel de la Guardia Corsa papal, Roma.

No parece que haya documentos que certifiquen la creación de este cuerpo militar antes, a pesar de la presencia de una significativa colonia corsa en Porto (Fiumicino) y luego en el Trastévere (la iglesia de San Crisógeno fue basílica sepulcral de los corsos) certificada al menos desde el Siglo IX y de hecho no se puede excluir una presencia organizada de milicias corsas en el seno los ejércitos papales incluso mucho antes del Siglo XIV, considerando el importante vínculo entre Córcega y Roma, ciudad de la que dependió la isla formalmente a partir del Siglo VIII y hasta su definitiva entrada en la órbita genovesa.
La Guardia Corsa estará al servicio del Papa de modo ininterrumpido durante casi tres siglos y precederá en casi 130 años a la institución en 1506 de la Guardia Suiza. Su final se desencadena tras un incidente ocurrido en Roma el 20 de agosto de 1662 y es uno de los indicios de que los franceses comienzan a tener cada vez más influencia en la península itálica.
A mediados del Siglo XVII la presencia en Roma de numerosas delegaciones diplomáticas de los Estados había acabado por crear una situación paradójica, respecto a las potencias mayores, que abusando del concepto de extraterritorialidad, habían dotado a sus embajadas de auténticas guarniciones militares (que se movían armadas por toda la ciudad) y llevado a la transformación de zonas enteras del centro de la ciudad en zonas francas, en las que los delincuentes y asesinos de todo tipo encontraban refugio e impunidad.
El Papa Alejandro VII trató de remediar estos excesos. El rey de España y los representantes del Imperio aceptaron reducir sus milicias, pero el rey de Francia Luis XIV, en cambio, mandó a Roma en 1662 a su primo Carlos III, duque de Créqui, como embajador extraordinario con una escolta militar reforzada, que poco tiempo después tuvo un grave enfrentamiento cerca del Puente Sixto con algunos miembros de la Guardia Corsa que patrullaban las calles de Roma, especialmente grave porque incluso los militares sin servicio en el cuartel acudieron para asaltar el vecino Palacio Farnesio, sede de la Embajada de Francia, exigiendo la detención de los militares franceses responsables del incidente. Se produjeron disparos en el momento en el que la esposa del embajador regresaba al Palacio Farnesio, con una numerosa escolta militar francesa. Un paje de la señora de Créqui fue herido de muerte y Luis XIV se aprovechó para elevar a sus mayores cotas un desencuentro con la Santa Sede que se había iniciado durante el gobierno del Cardenal Mazarino.
El Rey Sol llamó a cuentas a su embajador, retirándolo de Roma; expulsó de Francia al del Papa, se anexionó los territorios pontificios de Aviñón y amenazó seriamente con la invasión de Roma si el Papa no le presentaba excusas y no se sometía a sus peticiones, que comprendían la inmediata disolución de la Guardia Corsa, la emisión de un anatema contra su país, el encarcelamiento como represalia de cierto número de militares y la condena como galeotes para otros muchos; el cese del Gobernador de Roma y la construcción cerca del cuartel de la Guardia de una columna de infamia y maldición para los corsos que se habían atrevido a desafiar la autoridad real francesa.
En un primer momento, el Papa se opuso y trató de ganar tiempo, pero la real posibilidad de una intervención del ejército francés en Roma hizo que cediera. Se disolvió la Guardia Corsa para siempre y se encarceló a algunos de sus miembros, se erigió el monumento infamante, y se desterró de Roma al gobernador. En febrero de 1664 los franceses restituyeron los territorios de Aviñón y en julio, en Fontainebleau, el sobrino del papa, Flavio Chigi, fue obligado a humillarse y a presentar disculpas de Roma al Rey de Francia, que cuatro años después dio permiso para destruir la columna infamante.
A lo largo de las negociaciones Luis XIV había visto el modo de ampliar su influencia en la península, convirtiéndose en protector de algunos príncipes itálicos al obligar al Papa, siempre en el contexto de los desagravios por el asunto de la Guardia, a devolver Castro y Ronciglione al Duque de Parma y a indemnizar al Duque de Módena por sus derechos sobre Comacchio.

## La revuelta contra Génova
A pesar de no verse amenazada por nuevas invasiones (exceptuando las habituales incursiones piratas) ni por nuevos cambios de régimen ni de potencia ocupante, durante el último siglo de dominación genovesa, Córcega derivó hacia una crisis que la haría bascular, con muchas dificultades, del ámbito de influencia italiano al entorno francés. La penetración genovesa y su dominio ya habían contribuido a alejar a la isla del área sociocultural y lingüística toscana y centro-italiana en que se había movido desde el siglo ix. Los pastores corsos (analfabetos) comprendían mejor los grida (bandos) del Gobierno genovés, escritos en italiano, que los guardias de lengua ligur que acompañaban al pregonero encargado de anunciarlos en los pueblos de la isla.[cita requerida]
La crisis sufrida por Córcega durante el siglo xvii y luego en el xviii fue consecuencia del propio declive de la República de Génova, en el marco más amplio del que afectaba a todos los estados de la península italiana tras el Renacimiento, en contraposición a la creciente riqueza y potencia de otros estados europeos. Génova entró en una situación clara de crisis mucho antes que Venecia y se vio amenazada de cerca y luego ocupada y disuelta como Estado independiente por Francia poco después de perder Córcega, aún gastando gran parte de sus escasas fuerzas y recursos en el intento de conservar el control.
Hay que tener en cuenta que la Liguria actual tiene una superficie (5410 km²) netamente inferior a la de Córcega y que, incluso si en los tiempos de la República el territorio metropolitano era mayor (poco más de 6000 km²), Córcega representaba alrededor del 60 % de todo el territorio controlado por la Serenissima. También el dato demográfico es significativo: Liguria, que hoy tiene 1,76 millones de habitantes, tenía solo 370 000 en el siglo XVII (que pasarían a 523 000 a la caída de la República en 1797), mientras Córcega tenía alrededor de 120 000 en el siglo XVII y no llegaba a los 165 000 a finales del siglo xviii.[cita requerida]
Es evidente, pues, que la lucha que se desarrolló durante cuarenta años (de 1729 a 1768) entre Génova y su colonia era una lucha por la supervivencia (de hecho, Génova perderá su independencia menos de treinta años después de haber perdido la isla) y crucial para la República, que controlaba en el continente un territorio de menor tamaño al que se disputaba, sin contar en la metrópoli con una base demográfica significativa respecto a la corsa.
En este sentido se justifica la dureza de la guerra: su prolongación durante décadas influyó dramáticamente en el estancamiento de la población corsa, especialmente después de los estragos y destrucciones que siguieron afectando a Córcega en su lucha contra Francia (con episodios significativos al menos hasta la segunda década del siglo XIX), después de que Génova abandonara la lucha y esperara su final como Estado independiente.
En el origen de la rebelión corsa contra Génova, junto al odio hacia el gobierno genovés —que no concedía a los corsos la ciudadanía—, está la pobreza motivada por el fracaso de los planes de desarrollo de la isla. Córcega acabó viviendo de una economía de subsistencia, mientras en Europa por todas partes florecía el comercio y se acumulaban inmensas riquezas. En cambio, en la isla las medidas adoptadas por el gobierno de la República con el fin de estimular la agricultura, demasiado volcadas sobre la iniciativa privada, terminan haciendo surgir una burguesía parasitaria, que vive (salvo algunas excepciones, como en Capo Corso, en donde predomina la empresa comercial unida al transporte naval) sobre todo de rentas inmobiliarias cuando no de la pequeña usura, muy dañina, por ejemplo, al acabar dicultando la transhumancia ganadera y al quitar progresivamente espacio a las tierras comunes, de manera que amenazaba la propia subsistencia de las comunidades campesinas.
Esta situación hace crecer el descontento, por lo que vuelve a crecer el fenómeno de la vendetta y consecuentemente, el muy difundido bandolerismo (al que recurren tanto los corsos descontentos con la justicia, como los pastores expulsados de las tierras comunes), creando una situación de alarma y malestar social difuso que prefigura un clima de guerra civil.
La indiferencia de Génova ante esta evolución y el que su presencia solo se notara a la hora de exigir gabelas y de perseguir los delitos (tampoco todos y no siempre eficazmente), acabó haciendo crecer la ya tradicional tendencia isleña a la introversión y aumentando el odio contra la República.
Cuando esta intervenga para intentar (de modo tardío e incongruente) terminar con la muy extendida violencia, con la prohibición general para los corsos de llevar armas (una prohibición tanto más incomprensible e inaceptable cuanto se trataba de un pueblo acostumbrado a llevarlas), lo que pretendía pacificar será lo que encienda la mecha de la revuelta, gracias también a la disparidad de trato que se produce por la concesión arbitraria de salvoconductos e indultos (en lo relativo al derecho a llevar armas y a su uso), junto a la curiosa práctica de enrolar en sus milicias a los bandidos que no conseguía capturar.
Será precisamente la clase minoritaria de notables rurales y urbanos de la isla, a cuyo desarrollo había dado un impulso decisivo el grupo de medidas económicas privatizadoras del gobierno genovés, la que hará ver la situación modesta y a veces miserable del resto de la población y desencadenará en 1729 de la revuelta independentista corsa.

### De la revuelta de 1729 al rey Teodoro
Para compensar el descenso de ingresos debidos a la prohibición de llevar armas (costumbre muy difundida y por el que se pagaba una tasa), en 1715 Génova introdujo en Córcega la tasa general de los due seini. Esa tasa se había aparcado temporalmente, pero se había prorrogado varias veces sin que la prohibición de pasear armados ni la introducción de los Pacieri (magistrados para mediar pacíficamente en las vendettas) tuviera efectos significativos.
En 1729 se habló de volver a prorrogar los due seini por otros cinco años, justo en el momento en el que las malas cosechas de los últimos años y el endeudamiento de los campesinos alcanzaba niveles catastróficos. Por eso la visita de los recaudadores de los due seini llevada por el lugarteniente de Corte en Pieve di Bozio, hizo saltar la chispa de la insurrección en el corazón de la Tierra de Comunas que, social y civilmente más avanzada que otras regiones desde la Edad Media, estaba menos preparada para soportar la crisis económica y la restricción de derechos. Un destacamento de soldados Genoveses fue rodeado, desarmado, robado y, prácticamente desnudo, reenviado a Bastia a la vez que en toda la región sonaban las campanas y en las montañas el tradicional cuerno marino de los pastores llamando a la rebelión.
De ese modo se originó una revuelta campesina que, a principios de 1730, descendiendo de Castagniccia y de Casinca, saqueó la llanura de Bastia, afectando también a veces a la capital. Génova envió a la isla como nuevo gobernador a Gerolamo Veneroso (que había sido Dogo entre 1726 y 1728) y este alcanzó una efímera tregua, invitando a las comunidades corsas a presentar sus reivindicaciones. En diciembre de 1730 los reunidos en la Consulta (asamblea) de San Pancrazio toman medidas relativas a la financiación de la insurrección y la constitución de milicias, cohesionando un grupo dirigente alrededor de algunos notables: Andrea Colonna Ceccaldi, Luigi Giafferi y el abate Raffaelli. A la revuelta se adhiere el bajo clero en lo que pronto se convertirá en causa nacional.
En febrero del año siguiente, 1731 una Consulta general en Corte establece formalmente las reivindicaciones que hay que dirigir al gobierno genovés, marcando una fase en la que los notables que encabezan la revuelta se preocupan de moderarla (reprimiendo a díscolos y maleantes) y de buscar salidas negociadas a la revuelta. En abril los teólogos de la isla se reúnen en Orezza, adoptando una actitud prudente, invitando a la República a cumplir con sus deberes para evitar unos desórdenes que son contemplados con indulgencia. El canónigo Orticoni viaja como emisario de una a otra corte en Europa, defendiendo las razones de su pueblo, especialmente ante la Santa Sede. La revuelta corsa se convierte pronto en asunto de interés europeo y llama la atención del embajador francés en Génova, que informa a su gobierno.
Mientras tanto, la anarquía y los desórdenes vuelven a ensangrentar la isla: la colonia griega de Paomia es agredida y amenazada con el exterminio, lo que marca la extensión de la rebelión, primero reducida al Cismonte, también al Pumonte, mientras se inicia el contrabando de armas especialmente desde Livorno, con ayuda de los corsos emigrados a Italia.
Algunos de los implicados, confiando como era costumbres en los apoyos externos, invocaron la ayuda de Felipe V de España (quien prudentemente evitará entrar en un conflicto en el que su sobrino, el rey de Francia Luis XV tenía intereses) y con este objetivo modifican la bandera aragonesa con la Testa Mora: la venda que, en el original, cubría los ojos de la figura, se transforma en una cinta en la frente para justificar la divisa, "Ahora Córcega ha abierto los ojos".
En agosto de 1731 Génova, una vez rotas las hostilidades e incapaz de afrontar sola la rebelión, obtiene del Emperador Carlos VI (preocupado por una posible intervención de Felipe V, que le había privado del trono de España, del que se decía heredero, por medio de la guerra de sucesión española) el envío de una expedición militar que desembarca en Córcega a las órdenes del barón alemán Wachtendonk para apoyar a las fuerzas del comisario extraordinario genovés, Camillo Doria. Tras ser derrotados en Calenzana (en febrero de 1732), las tropas imperiales, mejor dotadas en artillería y con 8.000 hombres, se imponen. Los cabecillas de la rebelión son desterrados y el arbitraje imperial garantiza, en enero de 1733, las graciosas concesiones que el Minor Consiglio genovés aprueba con el objetivo de desarmar las aspiraciones secesionistas y devolver la tranquilidad a la isla.
En realidad durante poco tiempo, ya que en el siguiente otoño (1733) estalla un nuevo foco rebelde en Castagniccia, esta vez dirigido directamente por un notable originario de la máxima instancia local que Génova había pretendido que colaborara con el gobernador, los Nobili Dodici. Entre éstos había sido elegido Giacinto Paoli, que se sitúa al frente de la nueva rebelión. La isla vuelve a escaparse del control genovés (exceptuando las ciudades de la costa) y los rebeldes se organizan con la ayuda cada vez mayor de sus compatriotas en Italia. Se llega así a 1735, cuando una nueva Consulta general celebrada en Corte elabora, bajo la dirección del abogado Sebastiano Costa (un corso que regresa de Italia para apoyar la insurrección) una declaración constitucional que de hecho constituye a Córcega como estado soberano. El texto anticipa la Constitución paolina de 1755 y llama la atención de Montesquieu, que ve cómo a partir de ese momento encabezan la revolución corsa hombres inspirados por los más avanzados conceptos jurídicos e ilustrados difundidos en Italia.
En el mismo contexto, Córcega se pone bajo la protección de la Virgen María y se adopta como himno nacional el canto sacro "Dio vi salvi Regina" compuesto a finales del siglo anterior por el jesuita Francesco de Geronimo, originario de la provincia de Taranto.
El Estado de Córcega concebido en Corte carece voluntariamente de soberano, con el objetivo más o menos manifiesto (además de liberarse de la República ligur) de invitar a algún monarca reinante europeo a reclamar Córcega. Sin embargo, a pesar de que muchos de ellos querrían apoderarse de la isla, el complejo equilibrio alcanzado tras la Paz de Westfalia invita a todos a la prudencia y juega a favor de Génova y de la increíble aventura de un cierto barón Teodoro de Neuhoff (1694-1756), un extraño aventurero de la pequeña nobleza alemana originario de Colonia y que había pasado por Francia y España antes de conseguir convencer a la comunidad corsa de Livorno para que lo apoyara como candidato al vacante trono de Córcega.
De ese modo, tras desembarcar en marzo de 1736 en Aleria con armas, cereales y ayudas en dinero, consigue con notoria habilidad y elocuencia ser acogido por Giacinto Paoli, Sebastiano Costa y Luigi Giafferi, que dirigen la rebelión, como una especie de Deus ex machina y se hace proclamar rey de Córcega. De naturaleza perspicaz, Teodoro demuestra comprender bien cuáles son las aspiraciones más profundas de los notables de la isla y se da prisa en instaurar una orden de la nobleza de Córcega, distribuyendo con liberalidad títulos pomposos a los cabecillas de la insurrección.
A pesar de esto, pronto se desencadenan disputas entre los nuevos nobles para tratar de acaparar los títulos que parecían más sugestivos, demostrando hasta qué punto las aspiraciones de los notables iban unidas a su propio progreso social que les negaba constitucionalmente Génova. Al malestar relacionado con las disputas sobre los títulos nobiliarios, se unieron pronto otros más serios relacionados con las vanas promesas de ayuda que Teodoro había usado para convencerlos de convertirlo en rey. Demostrando una vez más oportunismo y perspicacia, tras solo ocho meses de reinado, el efímero soberano, menospreciado por los genoveses, dejó Córcega en noviembre de 1736 con la excusa de reclamar las ayudas prometidas.
También en 1736 aparece, publicado por el abate corso Natali, el Desengaño en torno a la Revolución de Córcega, primer ejemplo significativo de la floreciente literatura apologética (escrita en italiano) que popularizará la lucha por la independencia de los corsos en los ambientes ilustrados de toda Europa.
Teodoro volverá a aparecer en Córcega solo dos años más tarde, para una breve tentativa frustrada de restauración y otra vez en 1743, con apoyo británico, pero igual resultado. La vida del rey de Córcega terminará en la pobreza en Londres en 1756 y su tragicómica historia será objeto de curiosidad en toda Europa, hasta el punto de ser protagonista de la ópera "Il re Teodoro in Venezia) de Giovanni Paisiello, que había tomado el personaje del que esbozó Voltaire en su Cándido.

### La primera implicación francesa
Una vez huido Teodoro, la lucha se estanca. Por una parte, los corsos rebeldes se han apoderado de la isla, pero no son capaces de conquistar las fortalezas costeras, por otra los genoveses están confinados en los centros litorales, y carecen de recursos humanos y financieros para poder lanzar una contraofensiva que les permita retomar el control total de la isla. En estas circunstancias Génova, carente de alternativas acepta la ayuda que Francia le ofrece. Francia desea hacerse con Córcega (anticipándose a posibles movimientos de ingleses o españoles) pero sin iniciar abiertamente un conflicto europeo.
La estrategia de la Francia de Luis XV bajo el gobierno primero del cardenal de Fleury y luego de Germain Louis Chauvelin y del duque de Choiseul, consistirá en instalar sus tropas en Córcega para apoyar al gobierno genovés, pero exigiéndole a este un pago por sus servicios, pago que la República de Génova no estaba en condiciones de satisfacer. Así, en febrero de 1738 desembarcan en Córcega las primeras tropas francesas al mando del general de Boissieux, que se propone como mediador, a pesar de que no logra contentar a nadie. En diciembre una columna francesa es derrotada por los rebeldes en Borgo y Boissieux es relevado de sus funciones, que pasan a Maillebois. Éste decide atacar a los rebeldes. En julio de 1739 Giacinto Paoli (y su hijo Pasquale) y Luigi Giafferi se ven obligados a huir a Italia. En 1741, considerando pacificada la isla, Maillebois deja Bastia sin que la República de Génova, sola, sea capaz de mantener el control de la isla, que pronto se volverá a levantar en armas. El nuevo compromiso propuesto por Génova en 1743 tampoco sirve, ni la misión pacificadora emprendida en la isla por el franciscano Leonardo da Porto Maurizio en 1744.
En agosto de 1745 una nueva Consulta revolucionaria convocada en Orezza instituye un nuevo triunvirato a la cabeza de la rebelión. Está formado por Gian Pietro Gaffori, Alerio Matra e Ignazio Venturini, mientras el corso exiliado Domenico Rivarola (antiguo podestá de Bastia en 1724 y luego coronel del ejército sabaudo) consigue convencer a Carlos Manuel III de Cerdeña para que intente, con apoyo de los británicos (que también mostraban interés por la isla) y de los Austriacos, una expedición contra Bastia. Entre 1745 y 1748, con la ayuda inglesa y sabauda, Domenico Rivarola consigue ponerse a la cabeza de los insurgentes y castigar duramente a los Genoveses en Bastia, pero las divisiones entre los notables corsos minan los éxitos de esta iniciativa y en 1748 Rivarola muere en Turín, adonde se había dirigido en busca de nuevas ayudas.
Otra vez en situación comprometida, los Genoveses volvieron a recurrir a Francia, que envió a Bastia tropas al mando del Mariscal de Cursay. Éste, además de desarrollar un papel mediador, puso en marcha en la capital de la isla una Academia y otras iniciativas culturales que tenían como objetivo fomentar la presencia de la cultura francesa en la isla. El excesivo celo mostrado por Cursay en esta acción propagandística en favor de Francia ante los corsos, suscitó las iras de los Genoveses. La República reaccionó en 1753, solicitando y consiguiendo que el Mariscal y sus tropas salieran de la isla. Mientras tanto, algunos sicarios a sueldo de Génova asesinaban al cabecilla rebelde, Gian Pietro Gaffori.
Estas últimas acciones se encuadran en el marco del desarrollo de la guerra de sucesión austriaca que, entre otras cosas, lleva a la ocupación de Génova por los ejércitos austriacos (con el famoso episodio del balilla, en diciembre de 1746), y a nuevos y durísimos contratiempos para la República, empobrecida, invadida y enemistada con la Casa de Saboya y obligada a aliarse con Francia.

## La Córcega independiente de Pasquale Paoli (la república italiana de Córcega)

Pasquale Paoli. Retrato de Richard Cosway.

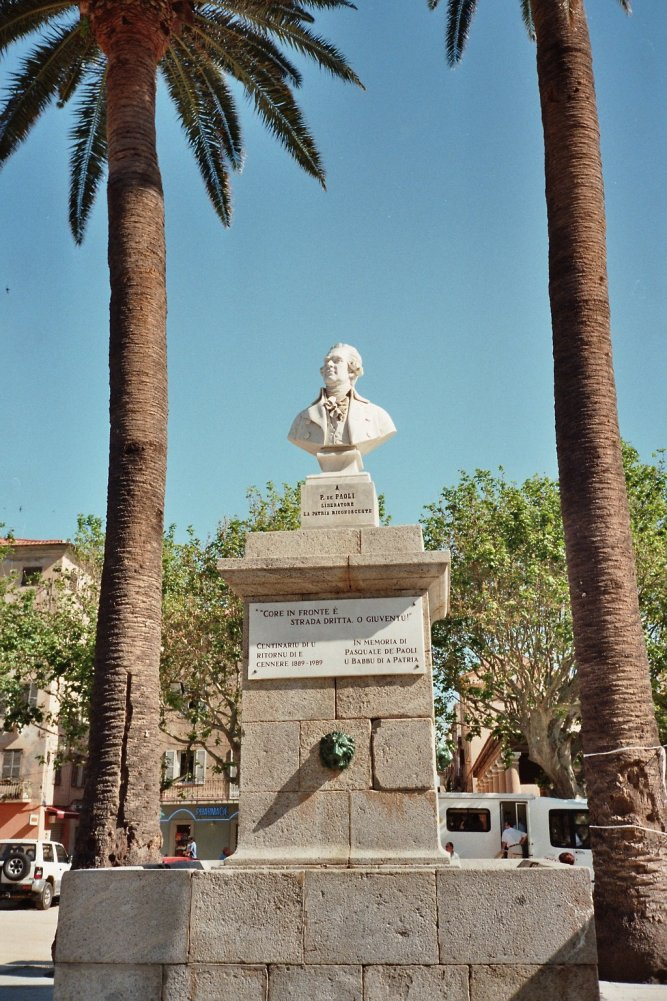
Monumento a Pasquale Paoli en Ile-Rousse (sur de Córcega).

Tras el asesinato de Gaffori los insurrectos tardaron casi dos años en elegir un nuevo jefe. La elección de muchos notables de la zona Norte del Cismonte, quizás también para no reavivar rivalidades largamente consolidadas en la isla, recayó en el joven (30 años) Pasquale Paoli, hijo de Giacinto, que se había exiliado en Nápoles en 1739. Pasquale, que tenía 14 años al dejar Córcega, en ese tiempo se había convertido en oficial del rey de Nápoles (y futuro rey de España) Carlos de Borbón y prestaba servicio en Porto Longone en la Isla de Elba.
Formado en el ambiente ilustrado del Nápoles de Antonio Genovesi y Gaetano Filangieri, Pasquale Paoli (que llevaba tiempo preparándose para volver a la isla y desempeñar un papel dirigente) dio un giro decisivo a la revuelta corsa: Paoli la convirtió en la primera auténtica revolución burguesa de Europa, y suya es la primera Constitución democrática y moderna, la que reguló la vida de la Córcega independiente entre 1755 y la conquista francesa de 1769.

(Córcega) somos italianos de nacimiento y sentimientos, pero en primer lugar sentimos italiano por la lengua, las raíces, la aduana, las tradiciones y todos los italianos son todos los hermanos para la Historia y para El dios.... Así como Córcega no queremos ser unos esclavos, ni " rebeldes " y como italianos tenemos el derecho a ser tratado como todos los demás hermanos italianos.... Nosotros ' ll ser libres o no seremos nada... Ganaremos o moriremos (contra los franceses) con nuestras armas en nuestras manos... La guerra contra Francia es justa y santa ya que el nombre de Dios es santo y justo y aquí sobre nuestras montañas aparecerá para toda la Italia el sol de libertad

(Discurso de Pasquale Paoli en Nápoles en 1750)
Paoli llega a Córcega el 19 de abril de 1755 y se reúne con su hermano Clemente en Morosaglia y, entre el 13 y el 14 de julio de 1755, es proclamado "General" de la que ya se definía como la Nación corsa. La elección se desarrolla cerca del convento franciscano de San Antonio de Casabianca. Emanuele Matra, notable de la región de Aleria, reúne en torno a él a un grupo de adversarios del partido de Paoli, y no acata la elección, por lo que pronto se inicia una auténtica guerra civil.
Matra, apoyado por los genoveses fue derrotado en noviembre por el recién elegido General de la Nación, que según el cónsul francés en Bastia estaba apoyado por los británicos, y fue desterrado. A pesar de este éxito, Paoli tendrá aún que enfrentarse durante años a miembros de la familia Matra y a sus aliados.
Entre el 16 y el 18 de noviembre de 1755 se reúne la Consulta general en Corte (que había pasado a ser capital del estado corso), Paoli promulgó la Constitución de Córcega, que tenía en cuenta la estructura institucional anterior, y la perfeccionaba y mejoraba, a pesar de que tenían que adecuarse a la situación de emergencia, de aislamiento geográfico, de guerra y de falta de un auténtico reconocimiento internacional del nuevo estado que instituía y regulaba, y contribuyó a que Paoli se hiciera muy popular en los ambientes ilustrados de toda Europa y entre los colonos ingleses insurrectos que formarán los Estados Unidos y su Constitución.
La Constitución corsa llamó la atención de toda Europa por su excepcional carga de innovación y Paoli solicitó para perfeccionarla la colaboración de Jean-Jacques Rousseau. El filósofo ginebrino respondió afirmativamente a esta llamada y redactó su "Proyecto de Constitución para Córcega" (1764).
La Constitución asignaba al General un especial papel, parecido en ciertos aspectos, dado que se estaba en una situación de guerra continuada, a la de un dictador en la República romana, junto a un Consejo de Estado electivo que respondía a los principios de colegialidad y de rotación, siguiendo un esquema que se inspiraba en el modelo municipal de Italia. Se trataba pues de una especie de despotismo ilustrado, en el que a la máxima autoridad se superponía al control asambleario y votado en una acción reformadora inspirada en el espíritu de las luces
Las rebeliones anárquicas internas, nunca acabadas, junto a la constante amenaza exterior, llevaron al desarrollo de un sistema judicial, severo e inflexible (que se hará famoso como Justicia paolina) y a una notable presión fiscal, unida a un continuo y casi desesperado esfuerzo de desarrollo agrícola, económico (en 1762 Córcega acuñará su propia moneda) y comercial y se dotó de una flota propia, con la bandera de la Cabeza Mora, para romper el bloqueo genovés. También con ese objetivo, en 1758 Pasquale Paoli fundó el puerto de Isola Rossa, estratégicamente bien posicionado para cortar el tráfico entre Génova, Calvi y San Fiorenzo. También en 1758 el abad corso Salvini publicó en Corte, en italiano, la Justificación de la Revolución de Córcega.
Reducido el control Genovés a controlar unas pocas plazas fuertes costeras, asediadas con frecuencia, Paoli se dedicó con energía inagotable a dar forma y concreción al autoproclamado Estado de Córcega en cada campo, sin olvidar ninguno, desde la justicia a la economía.
Tolerante en el ámbito religioso (Paoli fomentó la inmigración de judíos de Toscana), el General consiguió la confianza del clero local, que por otra parte siempre había apoyado en su mayoría a los insurgentes, y buenas relaciones con la Santa Sede, también con la esperanza de que eso pudiera llevar a un reconocimiento oficial de la independencia corsa.
El nuevo Estado, al igual que los surgidos más tarde de las revoluciones norteamericana y francesa, se caracterizó por ser un régimen controlado por la burguesía isleña que se había desarrollado durante el dominio genovés y mediante los instrumentos democráticos de convocatoria periódica de asambleas que, incluso en los pueblos más pequeños, elegían por sufragio universal sus representantes que, reunidos en consulta, a su vez procedían a la renovación de los cargos administrativos y políticos a varios niveles, hasta el Consejo de Estado que gobernaba junto al General de la Nación. Las elecciones eran por sufragio universal y el voto era un derecho para todos los residentes leales al Estado, sin tener en cuenta su nacionalidad de origen, su sexo (también las mujeres podían votar) su estado financiero o religión (podían votar todos los mayores de 25 años).
La aspiración de la clase de los notables se cumplió y accedieron a los altos cargos del gobierno, en la administración o en la justicia, que les habían negado siempre por la República genovesa, sin acoger nunca a los corsos en su oligarquía, había marcado su propio dominio de la isla como colonia y provocado la sublevación de Córcega contra su autoridad.
La administración local de la isla, encabezada por el General y el Consejo de Estado, que se establecieron en el "Palacio Nacional" de Corte, presidía el control de las provincias mediante magistrados que realizaban las funciones de los Comisarios y Lugartenientes genoveses (que respondían ante el gobernador de la isla). También en Corte Paoli fundó, en 1765, una Universidad de Lengua Italiana (que era la lengua oficial del Estado) cuyo objetivo era formar a los cuadros del gobierno y a su clase dirigente, mientras se preparaba la publicación de un auténtico boletín oficial del Estado.
Junto a la conservación de parte de la Constitución de los Estatutos de la República ligur, también a nivel local hubo una confirmación sustancial de buena parte de las instituciones existentes, incluyendo a los podestás, a los padres del municipio, los capitanes de la milicia, los pacificadores y los guardias (forestales).
La situación de guerra condujo a considerar movilizables todos los hombres válidos. Estos preparativos militares son vitales cuando, desde 1764, los franceses vuelven a tomar por la fuerza Bastia, Ajaccio, Calvi y San Fiorenzo.

## La conquista francesa

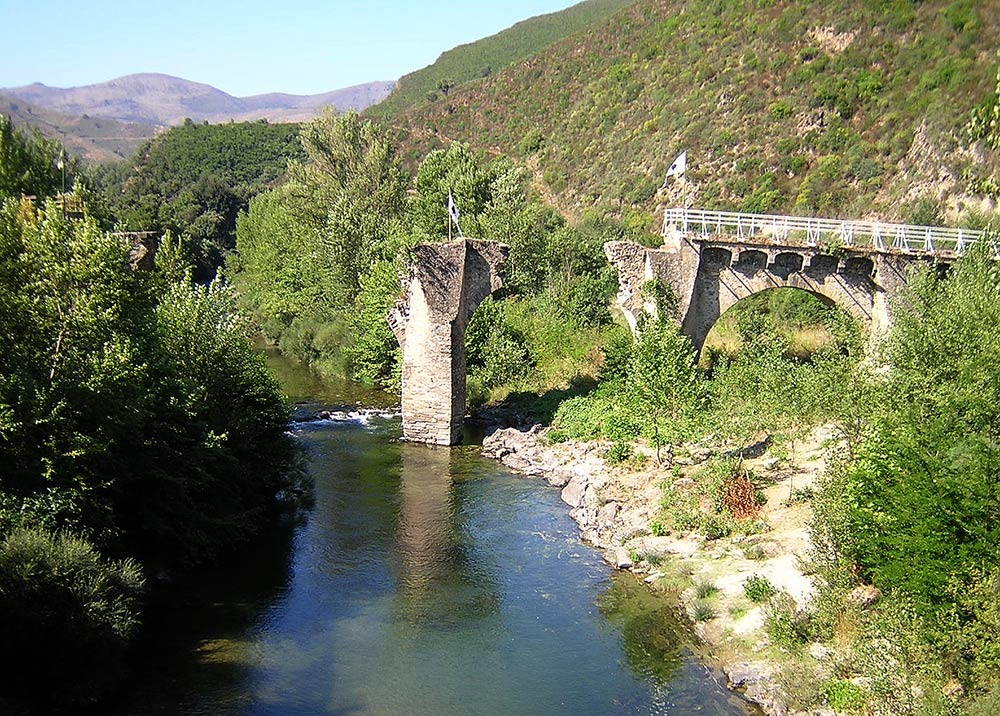
Ruinas del puente genovés en Golo conocido como Ponte Nuovo, escenario de la batalla ganada por el ejército de Luis XV de Francia, que marcó el final de la independencia del Estado corso de Pasquale Paoli, el 9 de mayo de 1769. El puente quedó destruido casi por completo por el ejército alemán que se retiraba hacia Bastia en septiembre de 1943, con el objetivo de frenar el avance de las tropas italianas, con ayuda de la Resistencia local y de tropas coloniales francesas.

Con la llegada del duque de Choiseul como ministro de Luis XV se aceleraron las ambiciones ya antiguas de Francia sobre Córcega.
Francia había sufrido una dura derrota en la guerra de los Siete Años, y había perdido todas sus colonias de América, que con el Tratado de París de 1763 pasaban a ser controladas por los británicos. Por esa razón resultaba vital para defender sus intereses en el Mediterráneo, ya que la potencia francesa estaba amenazada por España (que controlaba también el Reino de las Dos Sicilias), por la creciente presencia británica, cuyo interés por extender su protectorado a Córcega era conocido por los franceses, y por la extensión del dominio austriaco en la península italiana, con la incorporación a su esfera de influencia de Toscana (en donde se había extinguido la dinastía Médicis y había sido reemplazada por la dinastía Habsburgo-Lorena, mientras la región de Lorena se incorporaba al reino de Francia).
Marcada Córcega como bien estratégico de importancia fundamental para la política mediterránea francesa, Choiseul perfeccionó y desarrolló el proyecto de apoderarse de la isla a expensas de los genoveses, aparentando una alianza. La primera fase de la operación consistió en forzar a Génova a firmar el Tratado de Compiègne en 1764, que establecía el envío de tropas francesas a Córcega para apoyar la reconquista de la isla por parte de Génova, que era quien asumía los gastos de financiación de la operación.
Una vez que el ejército francés se apoderó de las ciudades costeras de la isla, Choiseul, en lugar de atacar decididamente a Paoli, decidió parlamentar con el General de los Corsos, combinando amenazas y alabanzas por medio de su emisario Matteo Buttafuoco, un exiliado corso que servía como oficial de Luis XV. Paoli resistió y rechazó incluso los honores que le ofrecieron sobre su posible futuro papel en una futura administración francesa de la isla. Durante ese tiempo, las tropas del rey de Francia, mantenían el alto el fuego y permanecían seguros en las fortalezas genovesas, aumentando así mucho la factura que Génova debía pagar por su presencia según el Tratado de Compiègne, hasta forzar la insolvencia por falta de recursos de los genoveses.
Esta situación sin salida se prolongó así hasta el 15 de mayo de 1768, momento en el que Choiseul culminó su plan, forzando a Génova a firmar el Tratado de Versalles, en la que Génova vendía a Francia el territorio. Las condiciones de esta venta, que acentuó el desprecio de los corsos hacia Génova, fueron enviadas a Paoli, para que se sometiera formalmente al rey de Francia. Paoli respondió movilizando a toda la población para resistir, con las armas en la mano, a los franceses.
Mientras los genoveses dejaban definitivamente la isla, el gobierno francés inició rápidamente una campaña militar. En un primer momento las tropas del marqués de Chauvelin sufrieron una dura derrota en Borgo en octubre de 1768. Paoli, tratando de ganarse el respeto de Francia, en vez de masacrar a estas tropas, liberó a los numerosos prisioneros franceses capturados. Francia respondió con el envío a Córcega, de más tropas con fuerte apoyo de artillería a las órdenes del marqués de Vaux. La búsqueda desesperada de ayuda internacional por parte de Paoli no dio resultado y la campaña militar francesa se aceleró a principios de mayo de 1769, apuntando directamente hacia el cuartel general corso en Murato. Para tratar de frenar este ataque, Paoli utilizó todas las fuerzas de las que disponía, incluyendo un contingente de infantería mercenaria alemana.
La batalla decisiva se desarrolló el 9 de mayo de 1769 en Ponte Nuovo sul Golo, donde las milicias corsas fueron derrotadas por las fuerzas francesas, con superior capacidad artillera y apoyadas por destacamentos de corsos a sueldo de los notables rivales de Paoli, que se habían pasado de bando junto a los futuros dueños de la isla. A pesar de la derrota, los corsos, obtuvieron la admiración de toda Europa por el valor demostrado en la batalla, especialmente entre los intelectuales ilustrados que veían en ellos el primero desafío abierto al Ancien Régime. Voltaire escribirá acerca de esta batalla, destacando el valor de los corsos que defendieron el puente, poniéndolos como ejemplo de heroica reivindicación de la libertad, mientras James Boswell, en su Account of Corsica (1768), trataba a Paoli de nuevo Licurgo.
Paoli consiguió escapar antes de ser capturado y pasar a Livorno, desde donde se trasladó a Londres, ciudad en la que pudo gozar de un honorable destino (fue recibido personalmente por el rey Jorge III y dotado con una pensión), mientras en Córcega se quedaba su secretario Carlo Maria Buonaparte (padre del futuro emperador Napoleón, para tratar junto a otros notables de organizar resistencia. La clara victoria militar francesa, no obstante, inclinó de modo definitivo la balanza política hacia el lado de Francia y el propio Buonaparte acabó uniéndose al partido francés.

### Desde elAncien Régimehasta la Revolución francesa

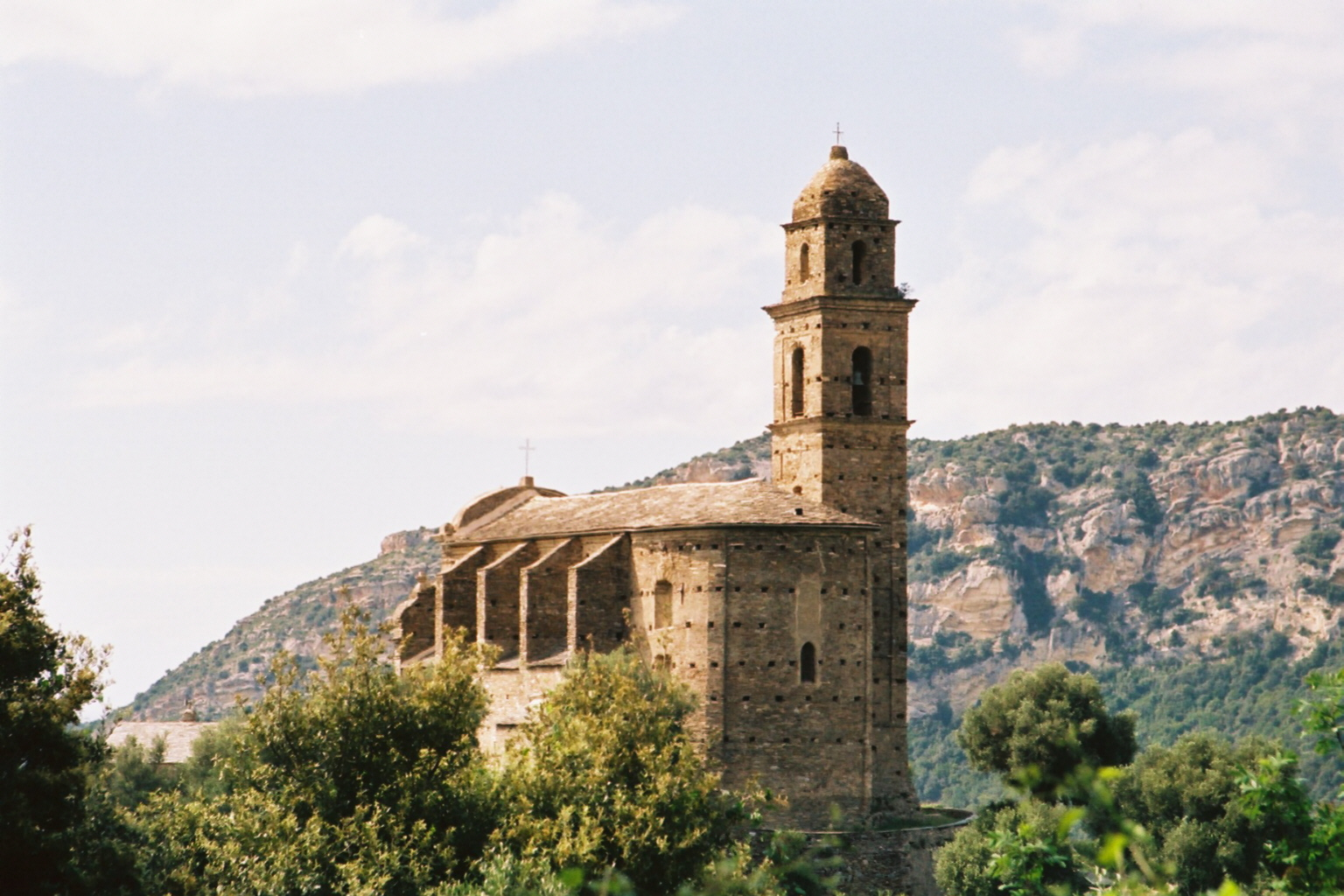
Iglesia de San Cervone cerca de Oletta.

El crecimiento de este partido se debió en mucho a la inteligencia del conde de Marbeuf, que ya había destacado al frente de las tropas de Luis XV que ocuparon la isla. Mantuvo gran parte de los Estatutos genoveses, y fue elaborando por medio de sentencias y edictos reales un corpus legislativo denominado Códigos Corsos. Se terminó con todos los elementos del estado paolino, empezando por la clausura de la Universidad italiana de Corte.
Al exportar a la isla el modelo absolutista y centralista francés, se abolieron las antiguas asambleas democráticas locales (lo que fue muy apreciado por los notables locales, que pronto gozaron de títulos nobiliarios de segundo rango a cambio de su adhesión al nuevo régimen), y también fueron eliminados los privilegios de que gozaban las ciudades costeras, lo que significó su ruina desde el punto de vista comercial.
Se censó detalladamente el patrimonio comunal y se preparó un Plan Terrier con el objetivo de que la economía de la isla pasara a beneficiar al rey, puesto que pasaba a formar parte de su patrimonio persona, lo que también permitió el relanzamiento de los antiguos planes del Banco de San Giorgio para explotar las llanuras costeras (de las que se aprovechó la oligarquía local pro-francesa) a la vez que el sistema fiscal retomó, racionalizados, los impuestos genoveses.
La llegada en masa de jueces y administradores franceses completó el cuadro, haciendo que los notables locales se precipitaran a someterse al rey de Francia para no verse apartados de los puestos administrativos. Los resultados del Plan Terrier y de la política francesa fueron escasos en el terreno productivo y desastrosos desde el punto de vista político, produciendo la hambruna en las comunidades locales expropiadas de cualquier derecho por la ambición de los nuevos propietarios.
La única operación que se pudo considerar un éxito fue la instalación pacífica en Cargèse, de los colonos griegos que habían sido expulsados de Paomia y que se habían refugiado en Ajaccio durante toda la guerra.
Lejos de ser exterminada, la resistencia paolista continuaba en las montañas, y crecía por la desesperación de los campesinos expropiados ante la voracidad de los notables aliados a Francia. Todos los opositores al nuevo régimen fueron tachados de bandidos y bandoleros y, como tales, ferozmente perseguidos. Resultó especialmente sangrienta la represión de la insurgencia de Niolo, que se había rebelado siguiendo a algunos nacionalistas: en 1774 el mariscal de campo Narbonne destruyó e incendió campos y poblacioness, ejecutando y encarcelando a numerosos rebeldes. A esto siguieron destierros masivos, con el exterminio diferido de los combatientes capturados, enviados a morir en los presidios de Tolón.

### La Revolución francesa y el regreso de Pasquale Paoli
Todo esto mantuvo viva, también entre los dirigentes aunque nunca se expresara abiertamente, la nostalgia por el régimen de Paoli y una particular aversión hacia el instaurado por el rey de Francia.
No es por tanto de extrañar que Córcega, en donde se veía más claramente que en otras regiones la crisis del Ancien Régime, se encontrara entre las regiones que se adhirieron a la Revolución francesa. Los corsos presentaron sus propios Cahiers de Doléances en 1789, tanto más cuanto que gran parte de su clase dirigente, además de haber dado vida al régimen democrático paolino, había absorbido los principios ilustrados, muy extendidos entonces en las universidades italianas en las que siempre se habían formado los notables corsos.
El entusiasmo suscitado por el derrumbamiento del antiguo régimen absolutista (que se identificaba con la ocupación francesa) y las grandes esperanzas de libertad que parecía impulsar la Revolución, llevaron a un segundo plano los deseos nacionalistas de los corsos, como sucederá más tarde en Italia y otros lugares a los que llegó el ejército francés "exportando" la Revolución.
Esa observación explica mejor la solicitud propuesta por el delegado corso Saliceti a la Asamblea Nacional Francesa de enajenar la isla al patrimonio real y unirla a la Corona francesa, pasando a depender así de la nueva Constitución. La instancia de Saliceti se aprobó el 30 de noviembre de 1789, incluyendo una amnistía para todos los paolistas, incluyendo al propio Pasquale Paoli.
Durante ese tiempo estallaron graves disturbios en la isla y las tropas leales al rey fueron derrotadas. Bajo este prisma, se comprende mejor el intento, poco señalado, aunque significativo, del rey Luis XVI de Francia a principios de 1790, de liberarse de su conflictiva posesión, tratando de devolver Córcega a Génova.
En la primavera de 1790 Pasquale Paoli llegó a París, en donde tuvo una calurosa acogida de quienes admiraban a los opositores del absolutismo, entre los que se encontraba Maximiliano Robespierre. Recibido por La Fayette y por el rey, Paoli continuó hacia Córcega, en donde fue acogido triunfalmente, a pesar de sus 21 años de ausencia, y elegido comandante de la Guardia Nacional y Presidente del Directorio del Departamento francés en el que se incluía la isla. Solo dos años antes, precisamente en París, Vittorio Alfieri había dedicado a Pasquale Paoli "Propugnator magnanimo de' Corsi" su tragedia Timoleón.
Los siguientes años vieron cómo aumentaba la tensión en Córcega, ya que a los revolucionarios se oponían los contrarrevolucionarios, creando así una lucha permanente, aunque esta situación no desembocó en combates sangrientos.
De este periodo datan algunas cartas del joven Napoleón Bonaparte, en las que expresaba su admiración por Paoli, y su desprecio por aquellos ciudadanos corsos que se oponían a la Revolución francesa.
Fue bajo este clima cuando, mientras en Francia crecía el desencuentro entre Girondinos y Jacobinos, Pasquale Paoli, que había aceptado el proyecto girondino de un federalismo republicano como marco aceptable al menos temporalmente para su Córcega, se alineó con los primeros. La victoria jacobina y el inicio del Terror en 1793, con la ejecución de Luis XVI marcó el cambio de postura. Tras el fracaso de una expedición liderada por el joven Napoleón cuyo objetivo era conquistar Cerdeña (rechazada por Domenico Millelire), a la que Paoli se había opuesto, se formó un grupo de notables (en cuya primera fila estaban Saliceti y los Buonaparte) que proponía la extensión del régimen jacobino en la isla y que deseaba liberarse del ya anciano Babbu (padre) de la nación corsa. La  Convención emitió un decreto de arresto en abril de 1793 contra Paoli por colaboración con el enemigo.

## El reino Anglo-Corso
Paoli, temiéndose lo peor, agrupó a su alrededor a sus partidarios y contraatacó a los jacobinos en la Consulta celebrada en mayo en Corte, negándose a someterse a la Convención Nacional. Puesto fuera de la ley en julio, Paoli respondió declarando la secesión de Córcega de Francia y pidiendo ayuda a los británicos, después de que sus seguidores pusieran en fuga a los jacobinos y quemaran la casa familiar de Napoleón en Ajaccio.
Los ingleses, en guerra contra los revolucionarios franceses desde febrero de 1793, no dejaron escapar la ocasión de arrebatar Córcega a los franceses y perfeccionar de ese modo el bloqueo naval al que trataban de someter al régimen revolucionario. Atacadas por Nelson, las fortalezas costeras en las que se habían refugiado las tropas francesas en la isla cayeron una tras otra. Sin embargo, las grandes expectativas que levantó en Córcega esta intervención duraron poco y ocasionaron una amarga y definitiva desilusión a Pasquale Paoli.
Una vez expulsados los franceses de la isla, se procedió a redactar una nueva Constitución de Córcega (la segunda después de la de 1755), que se aprobó en junio de 1794 por una Consulta mantenida en Corte, convertida en capital de la isla desde 1791, después de que Paoli reprimiera una revuelta contrarrevolucionaria iniciada en Bastia. Más compleja que la anterior, la nueva Constitución configuraba Córcega como un protectorado personal del rey de Inglaterra aunque dotado de una amplia autonomía, llevando a cabo una original estructura institucional síntesis de parlamentarismo a la inglesa, reformismo ilustrado e independentismo.
En realidad todo lo expresado en la carta constitucional resultó papel mojado, sobre todo considerando el hecho de que Inglaterra, en guerra contra Francia, no tenía intenciones de limitarse a ejercer un protectorado poco más que simbólico (como preveía la Constitución) en una isla tan importante para sus propios objetivos estratégicos.
Paoli, que esperaba ser nombrado virrey, vio cómo este cargo recaía en el inglés Sir Gilbert Elliot-Murray-Kynynmound (que entre 1807 y 1813 será gobernador general de la India), y vio cómo se esfumaban tanto sus ambiciones personales, como su sueño de ver una Córcega libre e independiente. Así, la Constitución que dio vida al Reino Anglo-Corso (también escrita en italiano, que volvía a ser el idioma oficial de la isla), a pesar de ser importante desde el punto de vista legislativo, fue en su mayor parte ineficaz, originando un creciente malestar.
Paoli, apoyado por muchos notables que se veían excluidos del nuevo régimen, empezó a oponerse a Sir Elliot hasta que el propio Jorge III le convocó en Londres. Llegado en octubre de 1795, el héroe corso se vio desterrado definitivamente, aunque contó con medios adecuados y se vio reconfortado por los apoyos y compañías que le permitieron pasar una buena vejez.
Tras haber dejado una importante suma destinada a la reapertura de la Universidad italiana en Corte, Paoli murió en Londres el 5 de febrero de 1807 y fue enterrado, con honores absolutamente excepcionales para un extranjero, en la Abadía de Westminster.
En octubre de 1796 los ingleses evacuaron Córcega, que fue ocupada de nuevo por los franceses del Ejército de Italia capitaneado por Napoleón prácticamente sin disparar un arma. Éste la dividió en dos departamentos (Golo y Liamone) con el objetivo de debilitar la unidad y prevenir nuevas revueltas.

## En la Francia imperial
"Il faut que la Corse soit une bonne fois française (Córcega debe ser francesa de una buena vez)" declaró el futuro emperador y, con la llegada del poder napoleónico, Córcega empezó a afrancesarse en una operación que sigue en nuestros días. La isla se volvió a ocupar por completo en 1797, a la vez que en Italia Napoleón acababa tanto con la República de Génova como con la de Venecia. Pero el regreso a Córcega de la potencia francesa victoriosa en Europa no trae a la isla ni paz ni prosperidad. Se suceden rebeliones y revueltas y los considerados en otro momento patriotas de Paoli, convertidos en bandidos bajo los reinados de Luis XV y Luis XVI, pasan ahora a ser llamados contrarrevolucionarios por el Directorio.
En 1798 estalla la rebelión llamada de la Crocetta, debido a una pequeña cruz blanca que los rebeldes ponen en sus gorros. Se origina por los excesos del gobierno jacobino contra el clero (que en Córcega había apoyado siempre a los nacionalistas). Encabezada por el viejo Agostino Giafferi (1718-1798), los rebeldes conquistan pronto gran parte del Norte de la isla. La reacción jacobina es inmediata y la revuelta es reprimida con dureza. Giafferi (hijo de un exiliado con Giacinto Paoli), es detenido en su casa y fusilado. Un destino parecido tiene una expedición de corsos en el exterior, que desembarca en Fiumorbo en 1800 desde la Toscana: las promesas de apoyo que les había hecho el cónsul ruso resultaron vanas y también este intento, duramente reprimido, fracasó tras la resistencia de una Sartena orgullosamente republicana.
La continuación de los desórdenes y la dureza utilizada por el gobernador militar de la isla, Miot de Melito, hacen endémicas la miseria y la pobreza por toda la isla. Miot, frente a una Córcega reducida al extremo, se ve obligado a suavizar la presión fiscal a partir de 1801. Otras medidas en esta línea se tomaron hasta 1811 cuando, por decreto imperial, se confirmaron y completaron con la reunificación de los dos Departamentos, trasladando la capital a Ajaccio.
A las ventajas fiscales, que no tendrán ningún efecto significativo, y mientras el estado de guerra en la isla se afianza sin embargo la suspensión de la aplicación de la Constitución francesa en la isla, que permanece bajo un brutal régimen militar durante todo el Consulado y el Imperio.
El general Morand, que recibe plenos poderes en 1803, con el pretexto de luchar contra el bandolerismo, utiliza los tribunales militares como instrumento para reprimir con dureza a la población. Animado por Napoleón, el general comete feroces excesos y, al tratar de poner en marcha el alistamiento masivo, se encuentra con una nueva revuelta en Fiumorbo y en las montañas de la Alta Rocca, que se convierten en el refugio de los rebeldes y un foco de resistencia permanente y obstinada que proseguirá incluso tras la Restauración.
La ferocidad de la represión pasa a ser legendaria y se recordará en Córcega la justicia morandiana como sinónimo de violencia ciega.
En el terreno económico no hay nada significativo, salvo algunos intentos de mejora de las razas ovinas, la readaptación para uso militar de la carretera Bastia-Ajaccio y el aprovechamiento forestal para la construcción naval de la marina de guerra francesa.
A la caída de Napoleón los habitantes de Ajaccio echan al mar el busto de su conciudadano y cuelgan banderas borbónicas, mientras los habitantes de Bastia, encabezados por el poeta corso Salvatore Viale, publican un manifiesto (Proclamación de Bastia) e incitan a la isla a la rebelión para conseguir la independencia, instaurando un gobierno provisional que reivindicaba la soberanía corsa sobre la isla. Pero nadie cuestiona las deliberaciones del Congreso de Viena, y Córcega vuelve a los franceses. El oportunismo se vuelve a imponer: muchos notables, incluidos los que se habían beneficiado con el régimen napoleónico, hacen acto de obediencia a la monarquía francesa restaurada, salvo en los momentos en los que vuelven a aplaudir a Napoleón durante los Cien días.

### Hacia el segundo Imperio
Una vez cerrado, el paréntesis napoleónico, Francia pone sus ojos en Córcega, al haberse convertido la isla en uno de los lugares de reclutamiento de los seguidores del emperador. Frente a la reacción monárquica, los seguidores corsos de Napoleón se unen a los insurgentes nunca reducidos de las montañas centro-meridionales y entre 1815 y 1816, se desarrolla en la isla la llamada Guerra del Fiumorbo: durante meses poco menos de mil hombres y unos centenares de guerrilleros corsos se enfrentan y al final casi derrotan las fuerzas de al menos 8.000 hombres del marqués de Rivière.
Tras salvarse de milagro de ser capturado en la batalla, el marqués fue sustituido por el conde Willot, que ofreció una capitulación honorable al comandante rebelde, el muratiano Poli que, gracias a la amnistía concedida en mayo de 1816, abandona Córcega con sus partidarios. Casi derrotados militarmente, los Borbones obtienen de ese modo una victoria política, y una vez alejados o encarcelados los bonapartistas, confían a monárquicos el gobierno de la isla.
Una vez terminado el último eco del Fiumorbo (aunque una parte de los insurgentes se retirará a la guerrilla, que será operativa hasta más o menos 1830), la gente corriente sigue viviendo de una economía de subsistencia y el incremento demográfico registrado desde 1890 (de 164.000 a 290.000 habitantes) no es especialmente significativo, ya que se debe fundamentalmente al cese de las guerras y devastaciones. Una prueba de los esfuerzos de los corsos por ganarse la vida, son visibles hoy en la isla en las numerosas terrazas abandonadas, creadas con gran esfuerzo no para cultivar vid y olivo, sino cereales panificables.
Los sucesivos planes de desarrollo agrícola lo único que hicieron fue seguir fundamentalmente los que ya había diseñado en el Siglo XVI dl Banco de San Giorgio, consiguiendo los mismos pobres resultados y generando las mismas tensiones sociales que se habían producido dos siglos antes, acabando por abrir situaciones que estallaron con motivo de la Revolución de 1848.
Para oscurecer más este periodo se produjeron carestías (1811, 1816, 1823, 1834) y epidemias de cólera (1834, 1855), sin contar la malaria, endémica en las húmedas llanuras litorales, y se mantuvo la cultura de la vendetta y del bandolerismo que, lejos de ser únicamente un fenómeno de pura criminalidad, era también una forma de oponerse al esfuerzo de los franceses por extender su cultura y un modo de reivindicación colectiva de identidad y de rechazo hacia el modelo francés, que una parte de la población veía como extraño y colonial.
La respuesta del Estado, significativamente, se parecerá a la de los genoveses: tras fracasar las políticas represivas se recurrirá, durante el Segundo Imperio, a la supresión generalizada del derecho a llevar armas, mientras que, con la excusa de favorecer la agricultura se crearán colonias penales agrícolas en la isla.
Por otra parte los propios franceses ven Córcega como algo extraño (Chateaubriand da por descontado este dato en sus polémicas antinapoleónicas y trata de modo despectivo a sus habitantes) y, también durante el Risorgimento, los corsos, que siguen acudiendo a Universidades italianas, se consideran parte de la comunidad italiana entendida en sentido cultural.
Solo se usa el francés en los actos administrativos (y ni siquiera en todos: hasta mediados del Siglo XIX es habitual encontrar certificados de nacimientos, de matrimonio o de fallecimiento redactados en italiano), idioma que sigue siendo mayoritario en publicaciones e incluso en actas notariales, mientras que lo que más adelante se conocerá como lengua autónoma, u Corsu, es solamente el nivel familiar de la lengua vernácula, al igual que sucede con numerosos dialectos locales italianos. De los notables que hablan en la versión toscana del italiano se dice que parlanu in crusca, con evidente referencia a la famosa Academia florentina, defensora de la lengua italiana.
En 1821 una inspección desarrollada por el académico francés Antoine-Félix Mourre, calculaba que de unos 170.000 habitantes solo unos 10 000 comprendían el francés, y de ellos unos mil eran capaces de escribirlo. Una posterior confirmación de esa situación fue el Tratado firmado el 18 de febrero de 1831 en París entre el general La Fayette y el comité revolucionario italiano de París en el marco de las agitaciones unidas a la Monarquía de julio, a propuesta del francés, se establece el intercambio entre Córcega y Saboya.
El 28 de julio de 1835 el corso Giuseppe Fieschi atenta contra la vida de Luis Felipe de Francia y es guillotinado.
El italiano, que se seguía usando en actos públicos (por un decreto de 10 de marzo de 1805 que derogaba en la isla el uso obligatorio del francés), se prohíbe por completo el 4 de agosto de 1859, tras una sentencia de la Corte de Casación francesa.
A pesar de algunas referencias a una implicación de la isla en la unidad italiana por parte, entre otros, de Giuseppe Garibaldi, Giuseppe Mazzini y Vincenzo Gioberti, y la participación de algunos corsos en algunas batallas durante el proceso de unificación de Italia, Córcega, dejando aparte intervenciones individuales de algunos de sus habitantes, nunca se sintió implicada en este proceso unitario italiano. De hecho los corsos han demostrado siempre que no tenían deseo de respetar a dominador alguno por su genuino deseo independentista. La presencia de italianos en la isla, más que para exaltar un inexistente sentimiento pro-italiano sirvió para difundir las ideas liberales entre la burguesía corsa. En ese contexto, en torno a 1848 nace en Córcega la sociedad secreta de los Pinnuti (murciélagos), una especie de Carbonarios isleños.
Más significativo es, por supuesto, el deseo de los notables en el mundo político parisino, de que los corsos se integren en el Estado francés.
Durante la Restauración borbónica, en una Córcega muy pobre se tiene que derogar el umbral económico de acceso al sufragio censitario, bajándolo lo necesario para implicar a los notables de la isla en la política nacional. Se acentúa así la tendencia, tradicional en los últimos siglos de que las familias más poderosas dispongan del poder, renovando el fenómeno que aún se produce hoy y en el que los políticos autonomistas e independentistas llaman en Córcega clanistas a los políticos locales encuadrados en partidos nacionales franceses.
Entre las familias que encarnan este proceso, sin duda las primeras son los Pozzo di Borgo y los Sebastiani, que inician su actividad a la sombra del nuevo poder central ya durante el Primer Imperio, y antes incluso de jurar fidelidad a la restauración monárquica. Irán detrás los Abbatucci durante el Segundo Imperio y los Arène en la Tercera República.
Si los corsos que buscan fortuna en Francia tratan de liberarse de su carácter corso para parecer más franceses, el continente descubre esta exótica isla, nuevo apéndice de su territorio, sobre todo gracias a los viajes para descubrir la isla que realizan algunos intelectuales y a las novelas de éxito inspiradas en Córcega. Entre todos, Honoré de Balzac que en 1830 publica La vendetta (título original en italiano), cuyos protagonistas corsos hablan italiano y Prosper Mérimée con Colomba (publicado en 1840), seguidos por Alejandro Dumas con Los hermanos Corsos, Gustave Flaubert y después otros relevantes autores franceses.

### La era de Napoleón III
Carlos Luis Napoleón Bonaparte (1808-1873), hijo del hermano de Napoleón I, Luis Bonaparte, marca la Historia de la integración de Córcega en Francia.
La entrada en la escena política de Luis Napoleón sirve de catalizador de un fenómeno iniciado poco antes y que lleva al sorprendente desarrollo del bonapartismo en una Córcega que no había apreciado demasiado al tío del futuro Napoleón III. Las razones de esta evolución hay que buscarlas en el antiguo mecanismo que tantas veces lleva a los corsos a poner sus esperanzas en cualquiera que pudiera oponerse a los poderes que les oprimían, guiados por unos notables capaces de explotar el desinterés de los campesinos por la política.
Así el antiguo emperador, exiliado incluso después de muerto, consigue convertirse en un símbolo de oposición a la monarquía francesa, además de poder representar el enésimo caso de un corso que acaba sus días en un destierro compartido por los supervivientes de su familia.
Este símbolo lo aprovechará su sobrino mediante la iniciativa de 1834 en Ajaccio del abogado Costa, de solicitar la supresión del exilio a los Bonaparte, que culmina en 1848 tras el regreso triunfal a París de los restos de Napoleón (1840).
Luis Napoleón es elegido en Ajaccio (sin olvidar presentarse en otros colegios del continente) obteniendo un gran éxito: el 10 de diciembre de 1848, en las elecciones presidenciales, obtiene unos 40.000 votos de un total de 47.600 (85%) y este porcentaje se transforma en una victoria sin paliativos en el plebiscito de 1852, en que consigue 56.500 votos afirmativos de 56.600 votantes.
Lo que las razones expuestas anteriormente no consiguen explicar se comprende inmediatamente al constatar el acceso a las más elevadas funciones del Estado de los cabecillas de los clanes corsos que habían apoyado al nuevo emperador de Francia: gracias a Luis Napoleón, los Abbatucci, los Casabianca, los Pietri, hacen carreras espectaculares, cuando no escandalosas, en algunos sectores de la magistratura y de la administración. La fidelidad a la dinastía Bonaparte está incentivada por tres visitas triunfales de Napoleón III a Córcega (1860, 1865 y 1869), en las que se inicia el culto dinástico alrededor de la Capilla Imperial construida ex-profeso en Ajaccio para albergar las tumbas de miembros de la familia, a la vez que la capital de la isla se embellece para colaborar en la autocelebración bonapartista.
Los corsos se precipitarán en cambiar de bandera tras la ruinosa caída de Napoleón III el 2 de septiembre de 1870 en Sedán, lo que desencadena sobre ellos una furibunda reacción de los radicales y de los republicanos franceses que, tras la caída de Napoleón III, se lanzan a una violenta campaña de racismo anticorso.
Víctor Manuel II de Italia que el 20 de septiembre de 1870 se apodera de Roma no se decide a extender su golpe de mano para aprovechar y hacerse con Córcega. Y sin embargo, en marzo de 1871, en plena campaña de odio hacia los corsos, un diputado radical que llegará a ser presidente, Georges Clemenceau, propone a la Asamblea Nacional negociar la devolución  de la isla a Italia. La idea que algunos franceses tenían de Córcega se puede ver en las palabras de Guy de Maupassant que en 1884 escribe:

Hice hace cinco años un viaje a Córcega. Esta isla salvaje es más desconocida y más lejana para nosotros que las de América (en Le bonheur)

### La Tercera República
La campaña anti-corsa reaviva el instinto de los isleños de retraerse y hacer frente común, así, el bonapartismo resiste aún algunos años como fuerza mayoritaria en Córcega. La ruptura del esquema se debe al oportunismo y a la habilidad de Emmanuel Arène, nacido en Ajaccio en 1856 de una familia provenzal, lo que llevará al partido bonapartista a reducirse a fenómeno puramente de Ajaccio.
Apodado U Re Manuele, Arène, con apoyo total del gobierno central, domina la escena política corsa con gran habilidad a partir de 1878 (y hasta su muerte en 1908), ejercitando alternativamente mandatos de senador y diputado en el seno de los grupos republicanos moderados.
Con Arène se institucionaliza definitivamente el clanismo isleño: la política se convierte en profesión y único objetivo serio para las clases altas, ya directamente a través de la distribución de tareas administrativas sobre todo en Francia y sus colonias, ya indirectamente, otorgando su poder a través del empleo público (en el continente y en las colonias, y especialmente en el ejército) que, ofrecido a los corsos, se convierte en instrumento de control del voto e instrumento de control político.
Las clases dirigentes de la isla se ven desde entonces en una enorme mayoría atraídas a la órbita nacional francesa, en cuyo debate político y cultural participan activamente, mientras la educación elemental empieza a difundir la lengua y la cultura francesa y la francofonía también en el campo, iniciando un proceso de desnacionalización que ya no se detendrá.
Mientras la política implica a la minoría dirigente, para la mayor parte de los corsos se completa el desastre preparado por casi un siglo de guerras ininterrumpidas seguido de otro siglo de represión y explotación: implementado por primera vez por una ordenanza del 14 de diciembre de 1771 (solo dos años después de la ocupación de la isla), un sistema injusto aduanero, y que no variará en lo fundamental en las sucesivas modificaciones que se realicen, asfixió la economía de la isla en un sistema que se puede definir como colonial.
Prohibidas explícitamente o fuertemente desaconsejadas las importaciones y exportaciones del extranjero (en particular de Italia), éstas se producen de hecho solo desde o hacia Francia, con tasas que generalmente gravan un 15% las mercancías salidas de Córcega, pero solo en un 2% las de entrada.
Los productos corsos tradicionalmente exportados salen así rápidamente del mercado, especialmente cuando el desarrollo de las importaciones desde la colonia se extiende, mientras Córcega, pobre en recursos, pasa a ser estructuralmente dependiente de Francia en todo y para todo, y se halla unida a ella en un régimen de monopolio por una única compañía de navegación concesionaria del Estado.
En el contexto europeo que contempla la libre circulación de mercancías y capitales, y mientras la Revolución industrial crece y alcanza la madurez, en una Córcega ya de por sí pobre, la anacrónica gabela aduanera francesa hace inútiles los pasos que se dan para adaptar la isla a la modernidad.
Así, valen de poco los enormes esfuerzos hechos, con la ayuda de Gustave Eiffel, para dotar a la isla de un ferrocarril. Una vez puestos los primeros núcleos industriales y siderúrgicos en Toga y Solenzara (que no se enlazaron por ferrocarril hasta los años 1930), el tren sirve para poco y acaba siendo utilizado para transportar periódicamente los rebaños, evitando que la transhumancia abarrote demasiado las carreteras de la isla, que eran y han seguido siendo en nuestros días estrechas y tortuosas.
Manteniendo las barreras aduaneras desfavorables, la producción oleícola y vinícola que se había expandido durante la primera mitad del Siglo XIX no resiste el golpe de la creciente competencia protegida, primero provenzal y luego colonial. Hasta la harina traída desde Marsella es más económica que la producida en la isla y los castaños, que dejan de ser rentables, se transforman en leña y carbón o alimentan efímeros talleres productores de taninos. La misma suerte sufren la sericicultura y la artesanía antes floreciente especialmente en Bastia, arruinada por la llegada de la producción industrial de serie.
La población corsa, exangüe, emigró en masa en veinte años a finales del siglo XIX, en su mayoría a Venezuela y Puerto Rico, anulando así también el trabajo por el que se sanearon tras años de sacrificios, unos 900 km² de llanuras insanas para recuperarlas para la agricultura: abandonadas vuelven a pasar enseguida a estado salvaje y habrá que esperar a la intervención decisiva de los estadounidenses, en 1944, para erradicar definitivamente la malaria de las llanuras orientales (donde se concentrarán los aeródromos de los que partían los aviones que bombardeaban Alemania y el Norte de Italia).

## ElsigloXX
La gravedad de la crisis económica hizo que las malas prácticas políticas aumentaran, produciéndose fenómenos como el caciquismo y la compra de votos como instrumento de control social que llevaba a los políticos locales a usar con fines clientelistas hasta la fuerte demanda de emigración.
En los inicios del Siglo XX, si por una parte el Estado francés mantiene sus responsabilidades por la profunda crisis en que se halla Córcega, por otra el comportamiento de su clase dirigente acentúa los efectos de la desestructuración económica, social y cultural que hunde a una comunidad que había alumbrado las esperanzas de las mentes ilustradas de la Europa del Siglo XVIII. Los políticos clanistas, integrados en las formaciones políticas nacionales francesas, además de explotar los males de la isla para conservar y acrecentar su poder personal, se limitan a clamar vacuamente por que se trate la "cuestión corsa" a nivel nacional.
Frente a la desarticulación de las estructuras tradicionales y básicas de la sociedad corsa, desde finales del Siglo XIX empieza a resurgir y a tomar conciencia en la isla un sentimiento de identificación que, frente al crecimiento de la cultura francófona, se agrupa en torno al fomento de la Lengua corsa sin renunciar a denunciar el clanismo, la indiferencia y el cinismo del Estado, la desertización real y metafórica de Córcega.

### Desde Niccolò Tommaseo al nacimiento de la literatura corsa

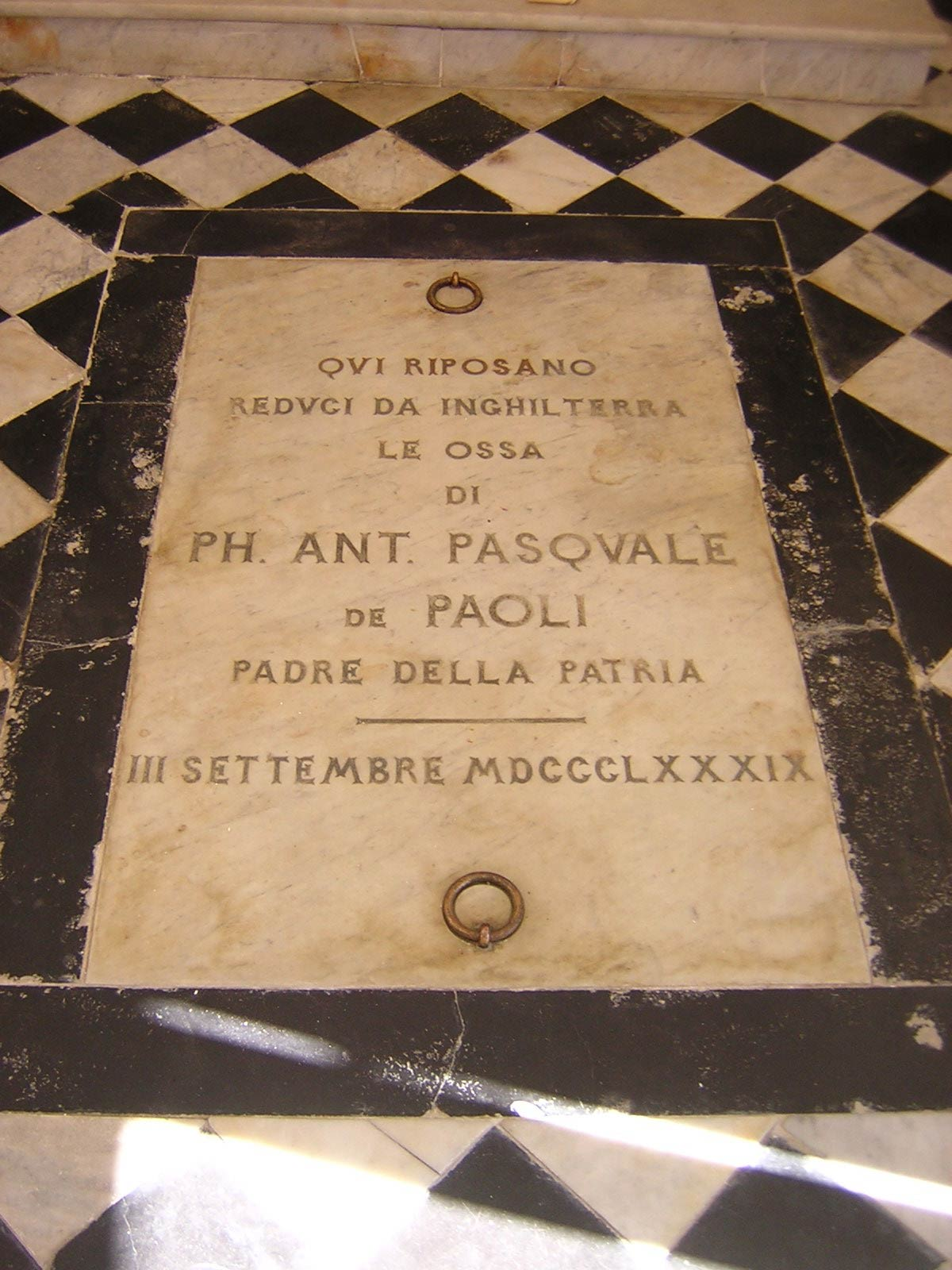
Tumba de Pasquale Paoli en la capilla cercana a su casa natal de Morosaglia, cuando el cuerpo fue transportado a Córcega en 1889. Está escrita en italiano.

Las primeras señales claras de este despertar datan de los años 1870 y coinciden con la crisis del movimiento bonapartista. Saltándose voluntariamente el siglo francés que ha transcurrido hasta ese momento, el movimiento reivindicativo se inspira en la recuperación de las tradiciones nacionales corsas del Siglo XVIII. Un pequeño grupo de corsos desvinculados de formaciones políticas habían empezado una actividad de base cuyo objetivo era defender la lengua, la identidad y la historia locales ya desde 1838-1839, periodo en que estuvo en la isla el filólogo Niccolò Tommaseo. Éste, con ayuda del poeta y magistrado de Bastia Salvatore Viale (1787-1861), estudia el lenguaje vernáculo corso y alaba su riqueza y pureza (lo llegará a definir como el más puro dialecto italiano), contribuyendo al nacimiento de las primeras semillas de una conciencia lingüística y literaria autónoma en el ámbito de la élite isleña que se agrupa en torno a Viale. Este grupo en 1817 había publicado una obra héroe-cómica, la Dionomaquia, en la que había un fragmento en corso en medio de un texto en italiano. Es esta la primera obra literaria relevante que utiliza el corso, ya que anteriormente había pocos testimonios escritos, como mucho algunas poesías (a menudo escritas por sacerdotes), aunque los testimonios de una rica tradición oral eran numerosos, destacando los cantos, especialmente en su forma pastoral antiquísima de los paghjelle, polifonías especialmente estudiadas y admiradas por Tommaseo y hoy recuperadas por grupos musicales corsos posteriores como A Filetta.
Sin embargo incluso entonces, y lo seguirá siendo hasta finales del Siglo XIX, el corso solo se consideraba adecuado para temas jocosos, farsas (como la Dionomaquia) o populares (canciones), por lo que en los temas "serios" la elección de los que rechazaban la asimilación francesa era instintivamente la del italiano. Por ejemplo, en 1889, mientras París celebra el siglo del Positivismo inaugurando la Torre Eiffel, los nacionalistas corsos traen desde Londres y tras un exilio de 82 años, los restos mortales de Pasquale Paoli. En la austera capilla de su casa natalicia, la inscripción de la lápida está en italiano.
Se llega así a 1896, fecha en que aparece el primer diario en lengua corsa, "A Tramuntana", fundado por Santu Casanova (1850-1936) y que será hasta 1914 el portavoz de la identidad corsa y de su dignidad.
Mientras el italiano desaparece con rapidez, debido a la falta de reconocimiento de títulos académicos expedidos por universidades italianas desde la época de Napoleón III que empuja a la élite cultural corsa hacia las universidades francesas, los corsos empiezan a valorar su lengua vernácula como instrumento de resistencia ante la desculturización francesa. Junto al proceso de promoción del corso, que lo llevará a ser percibido como un idioma autónomo y no ya como un nivel familiar del italiano, se desarrolla un sentimiento de búsqueda de autonomía administrativa y una necesidad de estudiar en las escuelas la historia corsa, en un panorama en el que todos los escolares sabían quién había sido Vercingetórix, pero ignoraban la existencia de Pasquale Paoli.
Junto a "A Tramuntana", otra revista, "A Cispra", representa un estado de ánimo que implica transversalmente a todo lo que hoy denominaríamos la sociedad civil de la isla, mientras los políticos clanistas de cualquier partido nacional francés quedan fuera del proceso y fieles al gobierno central y al nacionalismo francés. Los franceses se preocupan y contraatacan multiplicando las investigaciones parlamentarias en la isla, a la vez que el mismo presidente Sadi Carnot siente la necesidad de visitar Córcega en 1896.
El único resultado concreto de esta agitación es el levantamiento, a partir de 1912, del régimen aduanero colonial que estrangulaba a la isla desde su conquista. Pero esta medida, aislada e insuficiente, resultará inútil debido al estallido de la Primera Guerra Mundial.

### De la Primera a la Segunda Guerra Mundial
La Primera Guerra Mundial (1914-1918) implica fuertemente a Córcega y manifiesta la diversidad de trato hacia su población en el seno del Estado francés. Para los corsos no se aplica la regla que exime a los padres de familia numerosa de prestar el servicio militar o de ser destinados a primera línea, y los corsos son lanzados como carne de cañón en las batallas del frente franco-alemán, lo que permite que Córcega alcance la nada envidiada marca de contar porcentualmente con el doble de muertos que la media nacional, y con el índice más alto de todas las regiones del país. Según las estimaciones, un 10 % del total de la población de la isla muere en los campos de batalla. El impacto demográfico es desastroso y se agrava por la interrupción, por motivos bélicos, de la unión naval regular con la isla, que agrava la crisis y empuja a una población hambrienta a dedicarse a una agricultura y a una economía arcaicas, viéndose obligados a recuperar técnicas de cultivo del Siglo XVIII para sobrevivir.
La situación en Córcega llega a ser tan desesperada que muchos soldados prefieren emigrar a las colonias o buscar trabajos en el continente antes que regresar a sus casas en una tierra cada vez más desertizada. Esta diáspora superpone sus efectos a las muchas pérdidas (los monumentos a los caídos en muchos pueblos de Córcega cuentan con un número de personas mayor al de los que hoy viven en ellos), dando un golpe que resultará decisivo para el equilibrio demográfico, cultural y económico de la isla.
Entre los que se quedan se produce una radicalización del movimiento reivindicativo y se estrechan los vínculos políticos con Italia, que ya en el gobierno de Francesco Crispi fomentaba el desarrollo de los movimientos rebeldes y una política exterior contraria a Francia. En Córcega nace, impulsado por Petru Rocca, "A Muvra" (el muflón corso, 1919), un periódico escrito en corso e italiano, con algunos artículos en francés.
Alrededor del diario se forma en marzo de 1922 el Partitu Corsu d'Azione (PCdA, autonomista). Junto a "A Muvra" nacen otras publicaciones, en Córcega e Italia, en donde el diario livornés "Il Telegrafo" distribuye en Córcega, a partir de 1923, una edición para la isla, de amplia difusión. Además de estos periódicos se multiplican estudios lingüísticos serios e histórico-etnográficos dedicados a la isla, editados tanto en Italia como en Córcega.

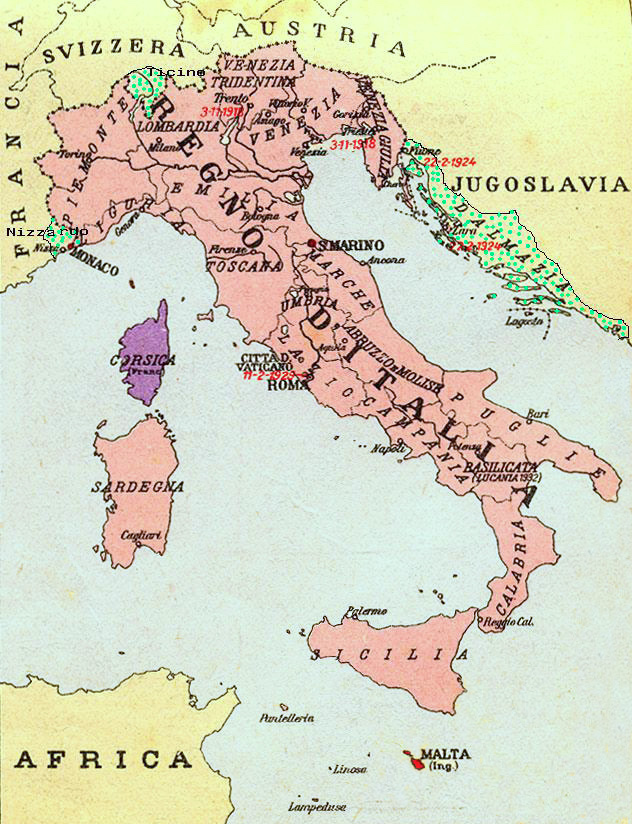
Tarjeta que representa Italia y su reivindicación territorial sobre las poblaciones italianas en 1919.

Se pasa así de la reivindicación autonomista y de identidad a la más marcadamente independentista y nacionalista que, con la llegada de la propaganda mussoliniana, se ve apoyada: el gobierno fascista, en su línea de reivindicar sus territorios perdidos (Zara, Menton, Niza, Saboya...) financia a los independentistas corsos e instituye becas para que los jóvenes corsos vuelvan a estudiar en universidades italianas. Este hecho fue aprovechado por los franceses para tratar de desprestigiar el movimiento independentista corso identificándolo con el fascismo italiano.
De hecho la llegada de Mussolini al poder en Italia incide en un sentimiento larvado de no identificación de los corsos con Francia. La tradicional tendencia de los corsos a pedir ayuda externa y a agruparse en torno a políticos enérgicos, empuja a los corsistas a una identificación con el fascismo italiano. Además de Petru Rocca se distinguen en el movimiento corsista otros personajes, casi todos a la vez literatos (con producción poética en corso y en italiano) y activistas políticos. Algunos de ellos, como los hermanos Ghjuvanni y Anton Francescu Filippini (este último, considerado el mejor poeta corso, fue secretario de Galeazzo Ciano), se exiliarán a Italia desde muy jóvenes y unirán su destino público al del régimen fascista. Ese mismo destino marcará la vida de Marco Angeli y Petru Giovacchini, condenado a muerte en rebeldía por Francia por desertor y traidor justo después de la derrota italiana en la Segunda Guerra Mundial.
Marco Angeli, de Sartène, colaboró en "Muvra" entre 1919 y 1924, señalándose como polemista, poeta y autor de la primera novela en corso (Terra corsa, Ajaccio, 1924). Intenso activista político, como secretario del PCdA. Desde 1926, acusado de deserción en Francia, se trasladó a Italia, país en el que se había licenciado en medicina en Pisa. Desde 1930 desarrolló desde esta ciudad toscana una intensa actividad propagandística que le llevó a crear una red de activistas que, unidos en los "Grupos de Acción Corsa", tenían miles de adherentes en toda Italia. Algunos seguidores del movimiento nacionalista corso llevaron su alineación con la política fascista a extremos grotescos: Santu Casanova escribe poemas panegíricos celebrando la guerra de Abisinia y organizó festejos públicos para celebrar la proclamación del Imperio Italiano el 9 de mayo de 1936.
Sin embargo, la mayor parte de la población corsa era indiferente (y en algunos casos abiertamente hostil) a la llamada independentista (cuando no anexionista) y tras la señal de alarma que surge tras las manifestaciones de júbilo por las aventuras coloniales fascistas, a una reivindicación oficial de Italia sobre Córcega pronunciada por el ministro de Exteriores, Galeazzo Ciano, hay una fuerte reacción del gobierno francés que organiza en Bastia, el 4 de diciembre de 1938, frente al monumento a los caídos de la Primera Guerra Mundial una manifestación nacionalista francesa que llegará a ser famosa como el Serment (juramento) de Bastia: miles de personas juran "vivir y morir franceses" y defender la pertenencia de Córcega a Francia contra todos "respondiendo a la brutal violencia con la violencia legítima".

### La Segunda Guerra Mundial y la "ocupación" italiana
Tras el armisticio de junio de 1940 las principales bases militares en Córcega reciben la visita de las misiones militares italianas y alemanas.
El 11 de noviembre de 1942, como respuesta a la Operación Torch aliada, empieza con el consentimiento del gobierno colaboracionista de Gobierno de Vichy, la invasión de Francia meridional por las fuerzas alemanas y de Córcega por parte de las italianas, que desembarcan en Bastia sin oposición alguna, utilizando medios y hombres que se habían preparado para el desembarco nunca realizado de Malta.

Mapa de la Córcega y de Francia que muestra Italia que recupera la Córcega e invade Francia

Las fuerzas italianas de ocupación constaban de unos 80.000 hombres. En junio de 1943 se les añadieron unos 14.000 alemanes de la división SS Reichsführer. El mando militar italiano controló fácilmente la isla gracias a la magnitud de las fuerzas de ocupación (Córcega tenía unos 200.000 habitantes) y gracias al hecho de que tanto la Gendarmería francesa como la administración civil local se mantuvieron en sus funciones. La oposición de la población a la ocupación, cuando existió, fue escasa: una parte de la población acoge a los italianos como liberadores. La dura intervención de la policía secreta italiana (la OVRA), quizás unida a los Carabinieri contra los escasos opositores consiguen, junto al hambre (a la que contribuyen las confiscaciones de víveres), a alimentar el descontento, en el que incidirán los cabecillas del movimiento de Resistencia, tanto la de los comunistas como la de los republicanos y nacionalistas franceses.
Charles de Gaulle envía a la isla a uno de sus hombres de confianza, Fred (Godefroy) Scaramoni (nacido en Ajaccio en 1914), para organizar y unir a las distintas facciones de la Resistencia, hasta ese momento puramente testimonial. Scaramoni coordina con líderes locales un plan de desarrollo que prosigue durante muchos meses contando también con aprovisionamientos clandestinos por mar (muchos hechos gracias al submarino francés "Casablanca") y por lanzamientos nocturnos desde los aviones. Detenido por los carabinieri en Ajaccio y torturado por la OVRA durante los interrogatorios, Scaramoni, para no verse obligado a denunciar a nadie, se suicida en la cárcel el 19 de marzo de 1943.
Durante ese tiempo se producen algunos atentados que fuerzan una espiral de represión cada vez más despiadada. Se multiplican las detenciones y las deportaciones a la isla de Elba y a Calabria, mientras la Resistencia se reagrupa en el maquis (en corso macchia), término que servirá para designar a todo el movimiento de liberación en Francia. El siguiente cabecilla de la Resistencia corsa, Paolo Colonna d'Istria, detenido, consigue ser liberado convenciendo a los guardias de que es un agente secreto italiano gracias a su dominio del idioma.
El 27 de junio de 1943, también en Ajaccio, la OVRA detiene también a Jean Nicoli, dirigente del Frente Nacional (Resistencia comunista) en la isla. Trasladado a Bastia, Nicoli es condenado a ser fusilado el 30 de agosto. Sin embargo, su cuerpo se encontrará descuartizado y decapitado.
Tras el armisticio firmado por el general Badoglio el 8 de septiembre de 1943, gran parte de las fuerzas italianas, al mando del general Giovanni Magli, se oponen con las armas a los intentos de ser desarmadas por las fuerzas alemanas. Ya por la tarde, se produce una batalla en el puerto de Bastia, que los alemanes tratan de capturar. Magli en un primer momento negocia con el comandante alemán, el hábil general Fridolin von Senger und Etterlin (que desarrollará un papel clave en la batalla de Montecassino), quien tiene a su disposición en el Norte de la isla tropas acorazadas de élite. Frente a la amenaza de sufrir una tenaza debido al desembarco, cerca de Bonifacio de más fuerzas acorazadas alemanas (90.ª División PanzerGrenadier) desde Cerdeña (que los alemanes evacuaban tratando de consolidar el control de Córcega), Magli contacta con Paolo Colonna d'Istria para negociar una línea común contra los alemanes.
A las órdenes del general Henri Giraud (que áun se encuentra en el Norte de África), desembarcan mientras tanto en la isla los primeros soldados coloniales franceses (Goumiers de Marruecos) junto a algunos agentes y rangers estadounidenses. El 12 de septiembre Magli rechaza un ultimatum de Albert Kesselring. A partir del 13 de septiembre de 1943 los italianos (salvo unos reducidos grupos de camisas negras que se unen a las tropas alemanas) se unen a unos 12.000 resistentes y a unos centenares de soldados coloniales franceses contra los alemanes, cuyas fuerzas del Sur trataban de alcanzar Bastia. Lo que pretende von Senger es asegurarse el control de la ciudad y de su puerto para llevar a salvo sus tropas y sus carros de combate hacia Livorno (para oponerse al desembarco de Salerno). Mientras Bastia resiste a los bersaglieri y a la artillería italiana, se producen cruentas luchas por toda la isla.
El 17 de septiembre desembarcan en Ajaccio nuevas tropas coloniales francesas a las órdenes del general Henry Martin, y el 19 la Luftwaffe bombardea el cuartel general de Magli en Corte. El 21 de septiembre el general Giraud se reúne con el comandante italiano. Las fuerzas francesas en la isla ascienden a unos 6.000 hombres. Durante las batallas los alemanes minan y vuelan numerosos puentes, destruyendo, entre otros, el Ponte Novu que había sido escenario de los combates más duros en la batalla homónima en 1769 que marcó el final de la Córcega independiente de Pasquale Paoli. A partir del 29 de septiembre se lanza la ofensiva general italo-francesa. Las posiciones alemanas en Bastia son bombardeadas por la artillería italiana (los franceses no disponen de ella). El 3 de octubre los bersaglieri toman Bastia, aunque se retiran inmediatamente, debido a los acuerdos, para permitir a los franceses el honor de desfilar por la ciudad como libertadores al día siguiente. Mientras tanto, debido a un error se produce un duro bombardeo aliado, que provoca muchos daños y numerosos muertos entre la población civil. El 5 de octubre de 1943 se acaba con las últimas bolsas de resistencia alemana en la isla, que pasa así a ser el primer Departamento francés liberado y la única región en la que los italianos combatieron con éxito a los alemanes tras el 8 de septiembre.
Entre el 8 y el 10 de octubre de 1943, Charles de Gaulle visita la Córcega liberada, y destituirá a Giraud al acusarle de dejar demasiado protagonismo a los comunistas en la Resistencia. La isla se convierte en una importante base de partida para los ataques aliados contra las fuerzas alemanas en Italia y Alemania, y elemento clave para el desembarco en Provenza en 1944.
Francia aprovechará la impopularidad de los italianos en Córcega tras la guerra y la ocupación para tratar de afrancesar la isla, y prohibirá toda expresión pública en italiano o corso, tachado pronto de fascismo irredento. Pero a partir de ese momento Córcega, mitificada por el hecho de haber sido liberada sin ayuda aliada, y convertida en modelo de la Resistencia, puede volver a concentrarse en sus más originales y auténticos valores, sin temor a ser acusada de italianismo

### De la posguerra al nacimiento del FLNC
Después de la Segunda Guerra Mundial Francia lanzará una propaganda importante anti-italiana en las escuelas de Córcega y sobre la población de islas para evitar toda unificación con Italia sirviéndose del fascismo italiano de la guerra. El resultado fue un semi-fracaso porque no habrá más parte que predicará la unidad italiana sino movimientos poderosos para la independencia de la isla se crearán.
Tras su primera visita en 1943, De Gaulle mantendrá una especial relación con Córcega y hará otros cinco viajes, el último en 1961. La autoridad e influencia del general De Gaulle en Córcega, se confirmaron por la facilidad con la que, el 24 de mayo de 1958, unos pocos paracaidistas al mando del diputado corso Pascal Arrighi y otros políticos gaullistas se apoderan de la Prefectura de Ajaccio y, una vez desarmada la Gendarmerie, instituyen Comités de Salvación Pública en la capital de la isla y en Bastia. Se trata de un auténtico golpe de Estado en el marco de las agitaciones que llevarán al nacimiento de la Quinta república y al mandato presidencial para el general el 21 de diciembre de 1958.
Deshinchado desde la inmediata posguerra el fenómeno que había visto al Partido Comunista Francés obtener, gracias sobre todo a su implicación en la Resistencia, un gran éxito en las elecciones de 1945, a finales del mandato presidencial de De Gaulle los clanes de los Giacobbi y de los Rocca Serra se reparten todos los resortes del poder en la isla. Este reparto acaba ayudando a las primeras reformas administrativas que sufre Córcega a partir de 1973 (reducción de los Cantones a 55) y en 1975 (división en dos Departamentos).
En el terreno económico se repite en Córcega algo ya conocido: el Estado interviene de modo casi siempre episódico, al tener que afrontar las reivindicaciones isleñas o por circunstancias externas, pero sin concebir una acción de auténtico reflote de una tierra desangrada por la emigración y gravemente empobrecida tanto en el terreno cultural como en el puramente económico. En 1949 se asiste a una estéril reedición del Plan Terrier de casi 200 años antes, y que no pasa de una lista de los recursos de la isla.
En 1957 ve la luz un proyecto que señala que el turismo y la agricultura son los recursos que hay que desarrollar para el futuro de Córcega. Por el turismo se apuesta sobre todo por una mejora de las vías de comunicación internas (iniciada con retraso: aún hoy hay numerosas carencias) y un aumento de las relaciones con Francia. También en este caso, habrá que esperar hasta mediados de los años 1970 para que se instituya la continuidad territorial (tarifas subvencionadas de transporte de y hacia Francia). Para la agricultura se vuelve a tratar de recuperar las llanuras costeras orientales y su cultivo de cítricos y hortalizas, sin adoptar medidas particulares en el campo vinícola. Para iniciar el proyecto se instituyeron dos sociedades de capital mixto estatal y privado, la SOMIVAC (Société pour la Mise en valeur Agricole de la Corse, Sociedad para la puesta en valor agrícola de Córcega) y la SETCO (Société pour l'Equipement Touristique de la Corse, Sociedad para la Equipación Turística de Córcega). La SETCO acabó haciendo muy poco, ya por la falta de medios financieros, ya por la fortísima oposición hallada en la isla contra sus planes de construcción de miles de edificios en las costas. Por otra parte, las inversiones más rentables en el terreno turístico los efectuaron sociedades que típicamente no reinvertían en la economía local los ingresos realizados.
En el campo de acción de la SOMIVAC, sin embargo, se asiste a realizaciones más importantes, acompañadas por consecuencias a veces imprevistas, aunque no por ello menos negativas para la isla. La independencia de Argelia en 1962 tuvo como una de sus consecuencias el traslado a Córcega, incluso en terrenos sujetos a desarrollo, de decenas de miles de refugiados franceses (Pieds-noirs), a los que se asignó el 90% de los terrenos SOMIVAC originalmente destinados a los agricultores corsos. No habiendo sido hechas aún las obras de regadío necesarias para la horticultura, se pasó así rápidamente a una enorme expansión de la viticultura sobre todo en las tierras ocupadas por los Pieds-Noirs, que además gozaron de generosas subvenciones estatales, que en cambio se negaron a los agricultores corsos, que tuvieron que trabajar a fondo para conseguir sacar fruto de sus campos de cítricos, de los que sin embargo obtuvieron buenos resultados, especialmente en la producción de clementinas.
En conjunto, sin embargo, fueron con mucho los Pieds-Noirs los que disfrutaron de las mayores ventajas, empezando una producción masiva y esencialmente especulativa de vinos de baja calidad y obteniendo grandes beneficios, capitalizados inmediatamente. Estos desarrollos, unidos a la sustancial falta de medidas y de inversiones destinadas a recuperar agrícolamente gran parte del territorio no llano de la isla (que recibía hasta los años 1970 solo un 7% de las inversiones), llevaron a una subida de un sentido de frustración y rabia en la población que se sintió expoliada al ver cómo sus tierras más fértiles y rentables (además de las mayores inversiones) dirigirse a favorecer a los Pieds-noirs, que también en la Francia continental (y no solo en Córcega) eran vistos a menudo como extranjeros.
La desconfianza, la crisis y el descontento crecieron de nuevo de modo significativo desde la primera mitad de los años 1960 y se volvió a disparar la emigración: el recuento demográfico marca 175.000 habitantes en 1962 y solo 190.000 en 1968, pero el incremento hay que adjudicarlo totalmente a la inmigración (esencialmente los Pieds-noirs que, además, con frecuencia venían acompañados por sus trabajadores de origen magrebí) y no consiguió cubrir el saldo negativo debido a la emigración de los corsos.
El flujo migratorio de las excolonias prosiguió en los años siguientes (y nunca se ha detenido) modificando significativamente el equilibrio demográfico y en consecuencia, el perfil cultural de la isla, cada vez más desarraigada. En 1975 la población alcanza (especialmente gracias a los inmigrantes) los 210.000 habitantes, pero al año siguiente se registran más fallecimientos que nacimientos y el número de ciudadanos nacidos en Córcega, residentes en Francia continental, supera los 100.000. Ese fenómeno sigue produciéndose y ha llevado a la isla a ocupar de modo estable el primer puesto entre las regiones de Francia con la población más envejecida.
Estos acontecimientos, unidos a una serie de escándalos políticos y financieros, llevaron en los años 1960 al resurgimiento de los movimientos regionalistas que pronto se transformaron en autonomistas, ya que la connotación rebelde asumida en el pasado por esas iniciativas, y que hasta ese momento significaban un potente freno a su resurgir, ya no afectaba a las nuevas generaciones, ahora libres de expresar sin temor un vínculo auténtico y original a su propia tierra y a su propia cultura.
Ya en 1960 la protesta estalla alrededor del proyecto, retirado por la protesta popular, para cerrar las líneas ferroviarias insulares, después de haber cerrado la línea que no se volverá a abrir a pesar del desarrollo agrícola que a lo largo de la llanura oriental, unía Bastia con Porto Vecchio, dañada durante la guerra. Se proyectará el cierre de toda la red ferroviaria hasta el estallido de una crisis similar en 1983, que llevó a la renovación de las líneas que sobrevivieron. En 1961, mientras se multiplican las huelgas, se desarrolla en Corte una asamblea de los corsos de la diáspora, y se producen los primeros atentados reivindicativos con explosivos. En 1963 estalla la cuestión fiscal, a la vez que se dispara el debate y crece el descontento que también se había iniciado por el asunto de los Pieds-noirs.
En 1968 en el contexto de la protesta mundial, se funda el primer movimiento regionalista organizado de la posguerra, el FRC, Frente Regionalista Corso, que implica a muchos estudiantes. Junto a esto se desarrolla la ARC, Acción Regionalista Corsa, que moviliza a todos los estamentos de la sociedad insular y agrupa al mayor activismo reivindicativo sobre todo alrededor de la cuestión agraria (problema siempre fundamental en la isla), agravada por el fenómeno de la inmigración de los Pieds-noirs. En este marco, la ARC se establece en la llanura costera que circunda Aleria, manteniendo en la zona sus congresos (que luego se llevaron a Corte, antigua capital de la Córcega independiente) y denunciando el expolio del patrimonio insular y la permanencia de condiciones que podrían llevar a la muerte de la población y la cultura corsa.
En 1972 la empresa italiana Montedison origina una violenta respuesta violenta de los corsos: entre 1972 y 1973 dos barcos de dicha empresa descargan barro rojo altamente tóxico en el mar, a 35 km del Norte de Capo corso, sin que se produzca una reacción inmediata, a pesar de las denuncias de los pescadores (tanto italianos como corsos), por parte de los Estados.
Francia interviene después de que grupos clandestinos corsos tomen por las armas primero y luego minen los barcos de los venenos, el "Scarlino I" y el "Scarlino II". Los juicios correspondientes, terminados en los años 1980, llevarán a la absolución de la Montedison en Italia y a su condena en Francia, dando origen al Protocolo de Barcelona sobre protección del Mediterráneo del 16 de febrero de 1976 (Protocol for the Prevention of Pollution of the Mediterranean Sea by Dumping from Ships and Aircraft).
En 1975, mientras los atentados con dinamita vuelve a resurgir junto a la exigencia de reforzar la Lengua corsa, la petición de la reapertura de la Universidad fundada en Corte por Pasquale Paoli e inmediatamente cerrada y nunca reabierta por los franceses, mientras el gobierno de París crea desde 1974, una comisión interministerial encargada de reequilibrar, con poco éxito, la intervención del Estado central en Córcega.
Ese mismo año, en julio, la ARC, que se transforma en Acción para el Renacimiento Corso, mantiene un congreso en Corte, denunciando con fuerza la acción del gobierno.
La situación se va complicando y en agosto de 1975 se produce la acción que se hará famosa con el nombre de "Acontecimientos de Aleria".
El 18 de agosto de 1975 un pequeño grupo de autonomistas corsos, dirigidos por Edmondu Simeoni, médico de Bastia, ocupa una finca agrícola (la Cave Depeille, hoy en ruinas) llevada por una familia de Pieds-noirs envuelta en escándalos fiscales y financieros.
La tarde anterior Simeoni, portavoz del ARC, había mantenido una fortísima reunión en Corte en el que se habían redactado a modo de cahier de doléances las reivindicaciones nacionalistas, desde el bilingüismo corso-francés al cumplimiento de los compromisos y denunciando a la vez el cierre de hecho de la vía democrática a las reformas como consecuencia del descubrimiento de fraudes electorales hechos con el voto por correo.
La ocupación de la Cave Depeille se produce por la mañana por siete corsos armados con escopetas de caza, con los que alejan a los propietarios y a sus empleados, e izan la bandera con la Testa Mora. La reacción del Estado es enérgica. El Ministerio del Interior ordena rodear la finca ocupada por 1.200 hombres fuertemente armados y apoyados por helicópteros y carros de combate.
En el asalto lanzado el 22 de agosto, dos gendarmes resultan muertos, y dos ocupantes heridos. Los responsables de la ocupación son encarcelados en París, mientras que por la noche alguien incendia la Cave Depeille.
El 27 de agosto se disuelve la ARC. En la noche del 27 al 28 de agosto estallan gravísimos incidentes en Bastia (carros armados por las calles y un gendarme muerto) y el prefecto regional y el vice-prefecto de Bastia son cesados. La disolución del ARC lo radicaliza hacia el independentismo y empuja a la clandestinidad al movimiento.
Nace así el FLNC, Fronte di Liberazione Naziunale Corsu, en el que confluyen el FPCL Fronte Paesanu Corsu di Liberazione, surgido en el Sur de la isla en 1973 y Ghjustizia Paolina, fundada en marzo de 1974, que ya había reivindicado numerosos atentados tanto en Córcega como en Francia continental. En la noche del 4 al 5 de mayo de 1976 22 atentados con explosivos sacuden Córcega llegando a golpear incluso el Palacio de Justicia de Marsella, en lo que es el principio de una larguísima serie de ataques, que no ha finalizado aún.
El 5 de mayo los representantes del FLNC mantienen una conferencia de prensa clandestina cerca de las ruinas del Convento franciscano de San Antonio de Casabianca, lugar cargado de significado simbólico, puesto que allí había sido proclamado "General" de la nación corsa Pasquale Paoli, el 14 de julio de 1755.

### De los años ochenta a nuestros días
Mientras el FLNC (que en 1983 es declarado totalmente ilegal y se ha escindido) lleva su campaña clandestina, surgen diversas formaciones políticas autonomistas e independentistas que participan en los procesos democráticos y desarrollan pacíficamente sus políticas reivindicativas.
Sin embargo, desde los años 1980 una parte de los atentados tiene como objetivo el ajuste de cuentas y la recaudación de un impuesto revolucionario, muy similar a las tasas de protección de las organizaciones mafiosas. La dificultad para distinguir atentados de provocaciones se verá claramente cuando en la noche del 20 al 21 de abril de 1999 se produce un atentado que destruye un restaurante en Coti Chiavari. La investigación demostrará que el propio Prefecto de la isla, Bernard Bonnet había dado las órdenes para el atentado. Bonnet será destituido y arrestado.
En 1977 nace la UPC Unione di u Populu Corsu, partido encabezado por Edmond Simeoni, que sigue presente en la escena política y de orientación autonomista. A finales de los años 1980 el FLNC crea un brazo político, que sufre varias escisiones y del que surgirán varios partidos políticos independentistas. También el brazo armado se dividirá en varias facciones, lo que hace que disminuya el número de atentados, que hasta finales de los años 1990 son unos 500 al año.
Los partidos políticos independentistas surgidos de las escisiones se reunifican en 1992, dando origen a Corsica Nazione, hoy una de las fuerzas políticas más importantes de la isla.
En general, y simplificando mucho, se puede decir que los partidos autonomistas están con frecuencia alineados con las ideas del liberalismo en el sentido amplio (centro-derecha, reformismo, socialdemocracia etc.), mientras que la defensa de partidos independentistas menudo las ideas generalmente hacia la izquierda o al menos, social. Sin embargo, la atomización de estas opciones deja pocas posibilidades de que alcancen la mayoría política en la isla.

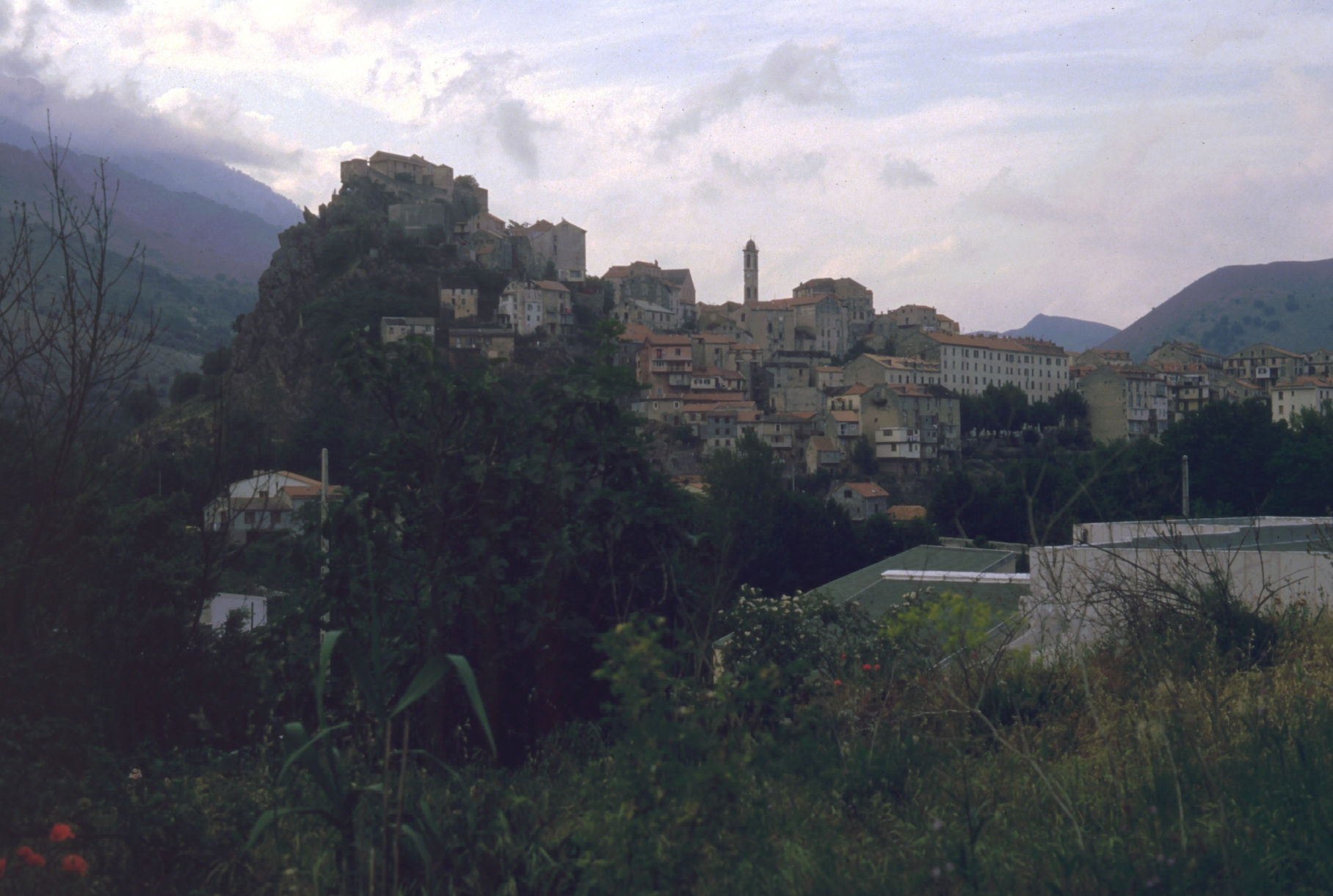
La roca de Corte, antigua capital de la República Paolina, hoy sede de la Universidad de Córcega.

Sin embargo, el esfuerzo político ha dado algunos frutos, como la reapertura (1981) en Corte de la Universidad de Córcega, fundada por Pasquale Paoli (que los franceses habían cerrado en 1769) y, un año después (1982) la concesión durante la presidencia de François Mitterrand de un Estatuto Particular.
La reforma acabará sin contenido por las acciones de conservadores y nacionalistas franceses. De ese modo se llega a 1991, con el nacimiento de la Colectividad territorial de Córcega dotada de un nuevo estatuto particular que transfiere a la Asamblea de Córcega (elegida por sufragio universal) y que se había creado en 1982 numerosas competencias en materia cultural, económica y social.
Durante todos los años 1980 y 1990 se producen asesinatos dignos de las más pura tradición de vendetta corsa, de las que son víctimas adversarios políticos, gendarmes o policías. El más grave de todos estos delitos es sin duda el asesinato del Prefecto de Córcega Claude Erignac, muerto el 6 de febrero de 1998 en Ajaccio. Las responsabilidades relativas a esta muerte aún no se han aclarado.
Pero ni el asesinato de Erignac, ni el escándalo levantado por las actividades terroristas fomentadas por su sucesor Bonnet, detuvieron el difícil camino de las reformas. Por iniciativa del gobierno de Lionel Jospin desde 1999 hay nuevas negociaciones que llevan en 2002 a una nueva Loi sur la Corse (Ley sobre Córcega) que además de extender los poderes de la Asamblea de Córcega, prevé una extensión de la enseñanza de la lengua corsa tanto en los centros de educación infantil como en los de primaria.